# Chiến tranh Minh – Thanh
Chiến tranh Minh – Thanh hoặc Người Mãn Châu xâm lược Trung Quốc (1618–1683) là thời kỳ dài của lịch sử khi người Mãn Châu (Nữ Chân) từng bước xâm lấn và chinh phục lãnh thổ nước Trung Hoa của người Hán dưới thời triều Minh. Người khởi đầu cho cuộc xâm lược này là Đại hãn nhà Kim tộc Nữ Chân (tiền thân nhà Thanh và tộc người Mãn Châu) Nỗ Nhĩ Cáp Xích khi ông ta lãnh đạo quân dân tộc Nữ Chân bắt đầu tấn công Phủ Thuận của nhà Minh Trung Quốc vào năm 1618, trước đấy ông đã tuyên bố dân tộc người Nữ Chân của ông ta ly khai khỏi sự kiểm soát của nhà Minh thuộc dân tộc Hán, tiếp bước là Hoàng Thái Cực, Đa Nhĩ Cổn, Thuận Trị, và người hoàn thành là hoàng đế Khang Hi khi công chiếm thành công Đài Loan để tiêu diệt hoàn toàn tàn dư nhà Minh, nhà Thanh Mãn Châu đã chính thức cai trị Trung Quốc trong gần 268 năm khi triều đình Mãn Thanh tiếp quản thủ đô Bắc Kinh sau khi vượt qua Sơn Hải Quan để đàn áp quân nổi loạn phản Minh của Lý Tự Thành từ phía Bắc nhờ sự giúp đỡ nhiệt tình của tướng nhà Minh trấn ải Sơn Hải Quan (vốn bất mãn với quân nổi loạn của Lý Tự Thành đã lật đổ nhà Minh ở Hoa Bắc) là Ngô Tam Quế cùng với quân đội nhà Minh trấn giữ quan ải của ông ta, sau khi tiêu diệt lực lượng của Lý Tự Thành ở miền Bắc Trung Quốc thì nhà Mãn Thanh đã quay sang xâm lược nhà Minh ở miền Nam Trung Quốc, ngoài ra nhà Thanh cũng tiêu diệt Loạn Tam phiên, và cuối cùng nhà Thanh hoàn thành việc diệt Minh và bình định Trung Hoa vào năm 1683, kết thúc hoàn toàn cuộc chiến nhằm mở ra thời kỳ lịch sử mới, nhà Thanh từ đấy chính thức cai trị toàn bộ Trung Quốc từ năm 1683 đến 1912, đây là lần thứ hai toàn bộ Trung Quốc đã bị những kẻ ngoại tộc cai trị (kể từ khi nhà Nguyên của người Mông Cổ cai trị Trung Quốc vào năm 1279 cho đến khi nhà Minh trục xuất Mông Nguyên vào năm 1368). Tuy nhiên các phong trào chống Mãn Châu của người Hán vẫn là luôn diễn ra lớn ở đế quốc này, trong đấy hình tượng nhà Minh được nhắc lại để thúc đẩy việc kháng Thanh, điều diễn ra đến mãi tận năm 1912 khi nhà Thanh của người Mãn Châu bị người Hán lật đổ hoàn toàn sau khi người Hán chính thức thành lập ra một thời kỳ ở Đại lục là nhà nước Trung Hoa Dân Quốc.

## Tổng quan
Cuộc chinh phục này được bắt đầu bằng sự kiện Nỗ Nhĩ Cáp Xích thống nhất các bộ tộc Nữ Chân (sau này gọi là Mãn Châu), tự xưng là Khả hãn nhà Hậu Kim (nhà Thanh sau này) để ly khai khỏi sự thần phục nhà Minh vào năm 1616 và tuyên bố Thất đại hận (bảy điều hận). 
Sau khi tuyên bố Thất đại hận, quân Mãn Châu tấn công Phủ Thuận vào năm 1618 và tiếp nhận sự đầu hàng của tướng nhà Minh giữ thành là Lý Vĩnh Phương (chết năm 1634). Năm sau, nhà Minh đem 10 vạn quân dưới sự giúp đỡ của Triều Tiên và Diệp Hách chia thành bốn đường tấn công Nỗ Nhĩ Cáp Xích. Kết quả là quân Mãn Châu giành được thắng lợi to lớn trước liên quân Minh-Triều-Diệp Hách tại thị trấn Tát Nhĩ Hử. Từ đó, cục diện tấn công mở ra cho người Mãn, họ liên tục mở những cuộc tấn công mạnh mẽ vào nội địa Trung Nguyên.
Nhà Minh đã quá mệt mỏi với một loạt những xung đột với người Mãn ở biên giới, thêm vào đó bạo loạn, các cuộc khởi nghĩa của nông dân trong nước liên tiếp xảy ra, tiêu biểu là các cuộc khởi nghĩa của Lý Tự Thành, Trương Hiến Trung, kinh tế suy sụp, quân đội phải đối phó nhiều kẻ thù cả thù trong giặc ngoài cộng với thiên tai, dịch bệnh, và thiếu nguồn bạc từ giao dịch thương mại với Tây Ban Nha và Nhật Bản nên thế nước ngày một đi xuống. Cuối cùng, ngày 26 tháng 5 năm 1644, quân khởi nghĩa nông dân do Lý Tự Thành lãnh đạo chiếm được Bắc Kinh, hoàng đế Sùng Trinh nhà Minh treo cổ tự sát trên một cây hòe trên Môi Sơn ngoài Tử Cấm Thành. Quân Mãn Châu nhờ Ngô Tam Quế (một viên quan cũ của nhà Minh có thù oán với Lý Tự Thành) dẫn đường tiến vào Bắc Kinh, tiêu diệt chính quyền Đại Thuận của Lý Tự Thành. Ngô Tam Quế do đó bị coi là kẻ bán nước cho ngoại tộc và chính ông này cũng bị nhà Thanh giết chết sau này trong loạn Tam Phiên. Mặc dù vua Sùng Trinh đã tự tiết nhưng các địa phương phía nam Trung Quốc vẫn do nhà Minh kiểm soát (còn gọi là nhà Nam Minh), ở phương Nam thế lực còn hiện diện nên sau khi Lý Tự Thành bị tiêu diệt, nhà Thanh vẫn phải chiến tranh với nhà Nam Minh đến năm 1662 thì làm chủ được hoàn toàn Trung Quốc đại lục và đến năm 1683 thì làm chủ luôn đảo Đài Loan, thế lực còn lại của nhà Minh ở Đài Loan chính thức chấm dứt hoàn toàn. Nhà Thanh chính thức cai trị Trung Quốc cho đến năm 1912.
Một biểu hiện của sự thống trị người Mãn Châu đối với các dân tộc Trung Hoa đó là tục cạo nửa đầu. Đây là kiểu tóc đặc trưng của những người Mãn Châu, nhưng khi nhà Thanh đô hộ Trung Quốc thì hầu như những nam nhân Trung Quốc đều phải để kiểu tóc này. Có thể tạm chia cuộc chinh phục của người Mãn Châu đối với Trung Hoa (triều Minh) thành các giai đoạn gồm:
- Giai đoạn khởi sự: Bắt đầu bằng việc hưng thịnh và quật khởi của người Mãn Châu ở Đông Bắc thông qua việc thống nhât các bộ tộc nhỏ và hình thành quốc gia riêng của họ, điển hình là trận Sa Nhĩ Hử đã đánh dấu sự có mặt và can dự của nhà Minh ở các vùng lãnh thổ phía Đông Bắc. Nhà Minh đã mất quyền kiểm soát của họ tại đây, còn người Mãn Châu đã không ngừng lớn mạnh về thanh thế và không ngừng nam tiến bằng những cuộc tấn công có quy mô ngày càng ác liệt. Nhân vật chính yếu của giai đoạn này chính là Nỗ Nhĩ Cáp Xích. Kết thúc giai đoạn này có vẽ là trận Ninh Viễn lần thứ nhất với cái chết của Nỗ Nhĩ Cáp Xích.
- Giai đoạn giao tranh ác liệt: Giai đoạn này có thể được đánh dấu bằng việc bát a ca Hoàng Thái Cực thay cha mình trở thành tộc chủ của người Mãn Châu và kế tục sự nghiệp của Nỗ Nhĩ Cáp Xích. Hoàng Thái Cực không những không ngừng phát động các chiến dịch nam tiến đánh nhà Minh mà còn thực hiện các chiến dịch đánh Mông Cổ, Triều Tiên để làm tiền đề cho cuộc đối đầu với nhà Minh. Rất nhiều chiến dịch, nhiều cuộc chiến đẫm máu giữa nhà Minh và người Mãn Châu diễn ra ở vùng biên thùy phía bắc với sự tham gia của các dũng sĩ, tướng tá thiện chiến từ hai phía. Nhà Minh cũng đã nhận thấy mối hiểm họa hàng đầu từ phía người Mãn Châu nên đã dốc sức phòng thủ phương Bắc, gia cố biên quan. Nhiều đội quân tinh nhuệ và các tướng tá giỏi được điều đến biên cương tạo thành một bức tường sắt ngăn cản quân du mục. Chính vì lẽ đó, chiến trường chính diễn ra ở vùng biên cương mặc dù từng có một lần quân Mãn Châu đã tiến được về Bắc Kinh nhưng đã bị quân Minh đánh lui về phía bắc ngay sau đó. Kết thúc gia đoạn này là sự kiện viên tướng rường cột Viên Sùng Hoán bị loại trừ bằng một kế ly gián của Hoàng Thái Cực.
- Giai đoạn xâm nhập: Mặc dù có những nỗ lực lớn nhưng người Mãn Châu vẫn chưa thể khoan thủng Sơn Hải quan để tràn về vùng quan nội, Hoàng Thái Cực đã chết trong khi đại nghiệp vẫn chưa thành. Tuy vậy về phía Nhà Minh lại xảy ra biến động lớn. Do chính sách cai trị hà khắc và sự suy vong khiến nhân dân ai oán. Lý Tự Thành đã lãnh đạo một cuộc khởi nghĩa rất lớn, đánh đổ nhà Minh và lập thành triều Đại Thuận nhưng một đại thần của nhà Minh là Ngô Tam Quế vì hận việc Lý Tự Thành cướp vợ (thực ra là một ái thiếp) của mình nên đã liên kết với quân Thanh để đánh Lý Tự Thành. Đa Nhĩ Cổn, viên tướng chủ chốt của nhà Thanh đã nhân cơ hội này phối hợp cùng Ngô Tam Quế hợp sức đánh bại Lý Tự Thành. Sự kiện quân Thanh vượt qua Sơn Hải quan đã đánh dấu một bước ngoặt trong cuộc chiến. Người Mãn Châu đã xâm nhập vào lãnh thổ Trung Hoa và người Trung Quốc đã không thể kiểm soát tình thế và không thể buộc người Mãn Châu quay trở lại miền quan ngoại được nữa mặc dù lực lượng quân Minh ở phía nam đã cố gắng chống trả. Ngô Tam Quế trở thành tội đồ của người Trung Quốc và chính ông này cũng bị thanh trừng bằng những chiến dịch bình định sau đó của người Mãn Thanh.
- Giai đoạn bình định, hoàn thành đại nghiệp: Sau khi xâm nhập vào quan nội, người Mãn Châu đã tỏa đi khắp Trung Hoa bằng những kế sách và sự phát triển không ngừng của mình. Họ đã chia rẽ chính người dân Trung Hoa để thuận tiện cho việc cai trị mà thế cục "Tam phiên" là một điển hình. Dần dần từ phía Bắc, người Mãn Châu tràn xuống phương Nam tiêu diệt lần lượt từng lực lượng chống đối từ chính quyền nhà Nam Minh đến tàn quân Lý Tự Thành, Trương Hiến Trung đều bị dập tắt sau đó là đánh bại Ngô Tam Quế tại Vân Nam và cuối cùng là tiêu diệt lực lượng vương quốc Đông Ninh trung thành với nhà Minh do gia tộc Trịnh Thành Công đứng đầu ở đảo Đài Loan. Tướng Đa Nhĩ Cổn và sau đó là vị vua trẻ tuổi Khang Hi là nhân vật tiêu biểu trong giai đoạn này, chính vua Khang Hi đã học hỏi tinh hoa người Hán, tham khảo phương Tây để có những chính sách trị vì hợp lý, dần xoa dịu sự phẫn nộ của người Hán và từng bước xây dựng một triều đình của nhà Thanh trở thành vương triều chính thống của người Hán Trung Hoa. Ông cũng mạnh tay dẹp bỏ những phong trào phản Thanh, phục Minh đang bùng phát lúc bấy giờ, đồng thời tiến hành các chiến dịch thu phục đảo Đài Loan, các vùng Tân Cương, Tây Tạng để hình thành nên bản đồ của đế quốc Trung Hoa như cương vực ngày nay.

## Nữ Chân khởi sự

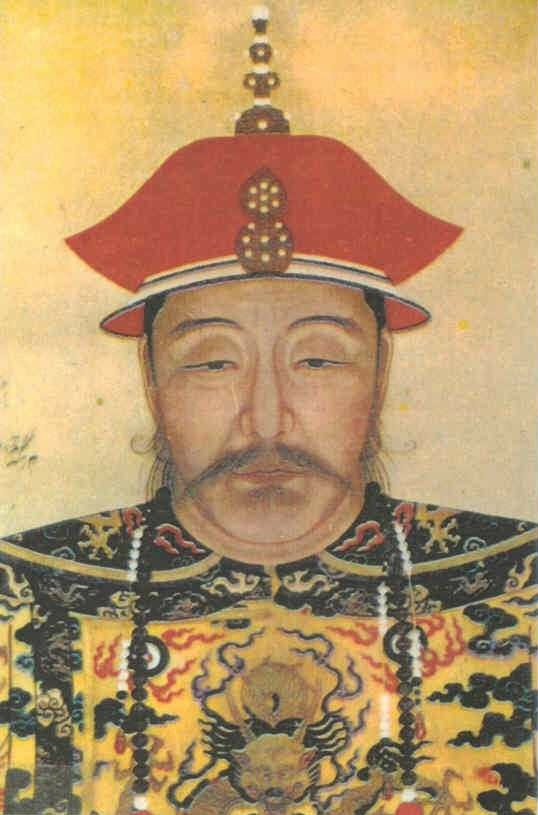
Ba Đồ Lỗ Nỗ Nhĩ Cáp Xích - Người phát động chiến tranh

Năm 1601, sau khi thống nhất Kiến Châu, Nỗ Nhĩ Cáp Xích đã cử người đến Bắc Kinh triều cống nhà Minh. Tuy nhiên, thông qua việc triều cống này, ông cũng nhận ra được tình hình rối ren của triều đình nhà Minh, càng đẩy nhanh việc thống nhất Nữ Chân để chuẩn bị phục thù. Năm 1603, ông cho xây dựng Hách Đồ A Lạp để trở thành kinh đô sau này.
Bên cạnh việc chinh phục các bộ tộc Nữ Chân, Nỗ Nhĩ Cáp Xích còn mở rộng việc quy phục các bộ tộc Mông Cổ. Bấy giờ, Mông Cổ hoàn toàn tan rã thành các bộ lạc, và thường xuyên bị nhà Minh đánh phá, dù họ vẫn duy trì danh nghĩa hoàng đế Nguyên. Với tư cách là hậu duệ của Möngke Temür (Mông Kha Thiết Mộc Nhi), mang dòng máu Mông - Mãn, cộng với chiến tích chinh phục, Nỗ Nhĩ Cáp Xích dễ dàng được nhiều bộ tộc Mông Cổ quy phục. Năm 1606, ông được người Mông Cổ tôn xưng danh hiệu Kundulun Khan (âm Hán Việt: Côn Đô Luân Hãn).
Năm 1615, Lý Thành Lương chết, cả một vùng Liêu Đông, một phần Mông Cổ lọt vào tầm khống chế của ông. Năm 1616, khi 57 tuổi, Nỗ Nhĩ Cáp Xích lên ngôi Đại Hãn với hiệu là Geren gurun-be ujire genggiyen Han (chữ Mãn: , nghĩa là "Vị Hãn anh minh mang hạnh phúc cho cả quốc gia"), ở thành Hách Đồ A Lạp (nay là Tân Tân, Liêu Ninh), tuyên bố dựng nước, lấy quốc hiệu Đại Kim, mà sử Trung Quốc gọi là Hậu Kim. Ông cũng tự đặt họ cho mình là Ái Tân Giác La (Aisin-Gioro) trong tiếng Nữ Chân cổ có nghĩa là Kim (Aisin Gurun), hàm ý ông kế thừa chính thống của nhà Kim trước kia. Từ đây, con cháu trực hệ của ông đều lấy họ Ái Tân Giác La. Ông theo phép nhà Minh, đặt niên hiệu là Thiên Mệnh (chữ Hán: 天命, chữ Mông Cổ: Тэнгэрийн Сүлдэт, chữ Mãn: ᠠᠪᡴᠠᡳ ᡶᡠᠯᡳᠩᡤᠠ, âm Mãn: Abkai Fulingga).

## Trận Tát Nhĩ Hử
Nhận thấy thế lực của mình đã đủ mạnh, Nỗ Nhĩ Cáp Xích cho rằng điều kiện phục thù đã chín mùi. Năm 1618, ông ban bố "Thất đại hận" (Bảy mối hận lớn, âm Mãn: Nadan Amba Koro) làm lý do khởi binh phản Minh. Điều đầu tiên khẳng định thủ phạm giết cha và ông nội chính là triều đình nhà Minh. Những điều còn lại xoáy vào sự bất bình đẳng, thiên vị của nhà Minh với bộ tộc Diệp Hách mà chế áp các bộ tộc Kiến Châu.
Sau khi khởi binh, trong vòng 3 tháng, từ tháng 4 đến tháng 7, thế binh Nỗ Nhĩ Cáp Xích mạnh như chẻ tre, liên tục chiếm một số thành ở Đông Bắc như Phủ Thuận, Thanh Hà, Đông Châu,... quân Minh trên dưới đều khiếp sợ, tổng binh Phủ Thuận là Lý Vĩnh Phương đầu hàng, phó tướng Vương Mãng Ân tử trận, tổng binh Quảng Ninh Trương Thừa Âm, phó tướng Phó Đình Tương bị giết. Đến cuối năm 1618, quân Nữ Chân đã áp sát Sơn Hải quan.
Đầu năm 1619, vua Minh Thần Tông vội sai Binh bộ Thị lang Dương Cảo làm Liêu Đông Kinh lược sứ, chỉ huy đại quân, cộng với binh lực của các bộ tộc Nữ Chân và Mông Cổ chống Nỗ Nhĩ Cáp Xích, đứng đầu là bộ tộc Diệp Hách, binh lực của quân Triều Tiên, xưng là 47 vạn (thực tế là 14 vạn), chia bốn đường đánh dẹp Hậu Kim. Tháng 2.1619, cả bốn cánh quân cùng xuất quân. Binh lực các cánh quân như sau:
- Tây lộ quân do tổng binh Sơn Hải quan Đỗ Tùng chỉ huy, khoảng 3 vạn quân Minh.
- Bắc lộ quân do tổng binh Khai Nguyên Mã Lâm chỉ huy, khoảng 2,5 vạn quân Minh và 1 vạn quân bộ tộc Diệp Hách do Kim Đài Cát chỉ huy.
- Đông lộ quân do tổng binh Liêu Dương Lưu Đĩnh chỉ huy, khoảng 2,7 vạn quân Minh và 1,3 vạn quân Triều Tiên do Khương Hoằng Lập chỉ huy.
- Nam lộ quân do tổng binh Liêu Đông Lý Như Bách chỉ huy, khoảng 2 vạn quân Minh.

Ngoài ra, riêng cánh trung quân do đích thân Dương Cảo chỉ huy, gồm khoảng 1,5 vạn quân Minh, lại đồn trú ở Thẩm Dương để chỉ huy.
Nỗ Nhĩ Cáp Xích bình tĩnh phân tích cục diện của quân Minh, từ đó xác định phương châm tập trung binh lực "Bất kể chúng đi bằng bao nhiêu đường, ta chỉ dùng một đường". Từ đó, ông xác định dùng toàn lực quân Bát kỳ (khoảng 6 vạn quân), với ưu thế kỵ binh thiện chiến, tập trung nhanh chóng tiêu diệt từng cánh quân Minh. Đúng như Nỗ Nhĩ Cáp Xích dự đoán, một trong những sai lầm chết người là giữa các tướng Minh có sự bất đồng về phương thức tác chiến, dẫn đến các cánh quân Minh không có sự liên lạc phối hợp, tốc độ hành quân không đều, chủ soái ở xa, không theo kịp tình hình biến đổi của chiến trường; vì thế nếu tác chiến nhanh gọn, sẽ đủ thời gian điều động tập trung binh lực áp đảo tiêu diệt từng cánh quân một, trước khi quân địch kịp nhận ra. Chính vì vậy, tận dụng ưu thế cơ động, Nỗ Nhĩ Cáp Xích cho quân Bát kỳ nhanh chóng tiến đến chiếm lĩnh thế trận trước tại bờ sông Tát Nhĩ Hử (薩爾滸), chờ cánh quân Tây lộ, chủ lực của Minh triều tiến đến.
Tuy được Dương Cảo giao nhiệm vụ chủ lực, nhưng Đỗ Tùng là một tướng chủ quan khinh địch, tiến quân không chờ các cánh quân khác. Ngày 1 tháng 4, cánh quân Đỗ Tùng đã đến Tát Nhĩ Hử. Không biết quân Bát kỳ đã chờ sẵn ở Sarhu (Tát Nhĩ Hử), thay vì đóng trại chờ các cánh quân khác, Đỗ Tùng lại ra lệnh cho quân vượt sông, với dự định nhanh chóng phá tan quân Nữ Chân.
Thấy quân Đỗ Tùng vượt sông, Nỗ Nhĩ Cáp Xích ra lệnh phá đập nước đã chuẩn bị trước. Một phần cánh quân và hầu hết lương thảo của Tây lộ quân bị nhấn chìm. Tuy nhiên, Đỗ Tùng vẫn liều lĩnh tiến quân. Một bộ phận tiền quân do chính Đỗ Tùng chỉ huy tiến vào đóng trại ở đồn Giới Phàm, trấn giữ hẻm núi Cát Lâm Nhai, đề phòng quân Bát kỳ kéo đến, một bộ phận lớn khác đóng trại cạnh bờ sông chờ tiếp ứng. Nỗ Nhĩ Cáp Xích tận dụng ngay cơ hội, chỉ để 1,5 vạn quân cầm chân Đỗ Tùng ở quân trại Giới Phàm, tập trung binh lực tiêu diệt quân trại ở Tát Nhĩ Hử, sau đó hợp lại đánh tan quân trại của Đỗ Tùng. Đỗ Tùng cùng 2 phó tướng Vương Tuyên và Triệu Mộng Lân đều tử trận.
Sau khi cánh quân Đỗ Tùng bị tiêu diệt thì Bắc lộ quân do Mã Lâm chỉ huy cũng vừa kéo đến hẻm núi Thượng Giám Nhai, cách bến Tát Nhĩ Hử khoảng 30 dặm về phía đông bắc. Nhận được tin cấp báo từ tàn quân Đỗ Tùng, Mã Lâm không dám khinh suất, bèn thu thập tàn quân Đỗ Tùng và tổ chức phòng thủ thành một tuyến dài với 3 quân trại. Nỗ Nhĩ Cáp Xích tập trung toàn bộ binh lực tấn công thẳng vào trại do Mã Lâm đóng giữ. Dù quân Minh sử dụng hỏa pháo nhưng do tốc độ chậm, không kịp với đà thần tốc của kỵ binh Nữ Chân nên trại binh tan vỡ, Mã Lâm bỏ quân lính một mình trốn chạy. Hai trại còn lại thấy quân trại chính bị tiêu diệt nên cũng nhanh chóng tan vỡ khi quân Nữ Chân tấn công.

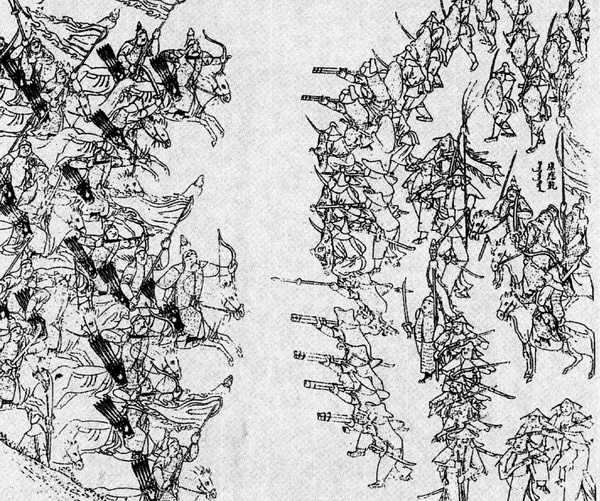
Trận bến Sa Nhĩ

Sau khi tiêu diệt cả hai cánh quân, quân Nữ Chân nhanh chóng chuyển quân về phía Nam để nghỉ ngơi và chờ cánh quân của Lưu Đĩnh kéo đến. Lưu Đĩnh tuy là một tướng tài thiện chiến, nhưng do bất hòa với Dương Cảo nên bị đẩy xuống cánh quân thứ yếu vì thế có nhiều bất mãn. Nắm được điều này, Nỗ Nhĩ Cáp Xích quyết định tiêu diệt cách quân này trước khi Lý Như Bách kéo đến. Ông cho một số quân binh mặc giả quân phục của quân Đỗ Tùng, đến yêu cầu Lưu Đĩnh tăng tốc độ hành quân. Vì nóng lòng lập công nên Lưu Đĩnh mắc bẫy. Ông ta cho quân tiến theo đường núi hiểm trở với mong muốn vượt lên trước cách quân Đỗ Tùng, vì thế rơi vào trận địa phục kích của quân Nữ Chân. Quân Minh nhanh chóng bị chia cắt và bị tiêu diệt. Bản thân Lưu Đĩnh cũng chết trong loạn quân. Chỉ có cánh quân Triều Tiên kịp tổ chức chống trả. Tuy nhiên, họ không thể chống cự nổi với kỵ binh Nữ Chân đông đảo và tinh nhuệ. Hai phần ba số quân Triều Tiên nhanh chóng bị tiêu diệt. Vì vậy, Khương Hoằng Lập và những binh sĩ Triều Tiên còn lại phải đầu hàng.
Mãi 4 ngày sau, Dương Cảo mới nhận được tin dữ liên tiếp báo về là 3 cánh quân đã bị tiêu diệt hoàn toàn. Ông ta bèn ra lệnh cho Lý Như Bách đưa Nam lộ quân trở về. Lúc này, cánh quân Lý Như Bách đã tiến sâu vào con đường núi hiểm trở chật hẹp, vì phía trước đã bị chặn nên đành đi về bằng đường cũ. Nỗ Nhĩ Cáp Xích đã đoán trước được việc này và đã bố trí một toán nghi binh ở đây. Khi thấy cánh quân Lý Như Bách đổi đội hình rút lui, họ bèn giương cờ và kèn hiệu nghi binh, giả cách như phục binh Nữ Chân tấn công. Quân Minh hốt hoảng, dẫm đạp lên nhau để thoát thân. Hàng ngàn binh sĩ bị giày xéo mà chết. Không chịu nổi thất bại này, Lý Như Bách đành tự vẫn để không bị triều đình kết tội.
Chỉ trong 6 ngày tác chiến, 6 vạn quân Nữ Chân đã đánh tan 14 vạn liên quân Minh - Triều Tiên - Diệp Hách, làm rung động Minh triều. Danh tiếng Nỗ Nhĩ Cáp Xích vang dội toàn mạn Bắc Trung Quốc. Toàn bộ các bộ tộc Nữ Chân giờ đây hoàn toàn quy phục ông. Trận đánh còn được xem như một trong những trận đánh kinh điển trong nghệ thuật quân sự thế giới khi vận dụng nguyên tắc tập trung binh lực và sức cơ động chiến thuật, thể hiện tài năng quân sự của Nỗ Nhĩ Cáp Xích.

## Chiến dịch Ninh Viễn lần thứ Nhất

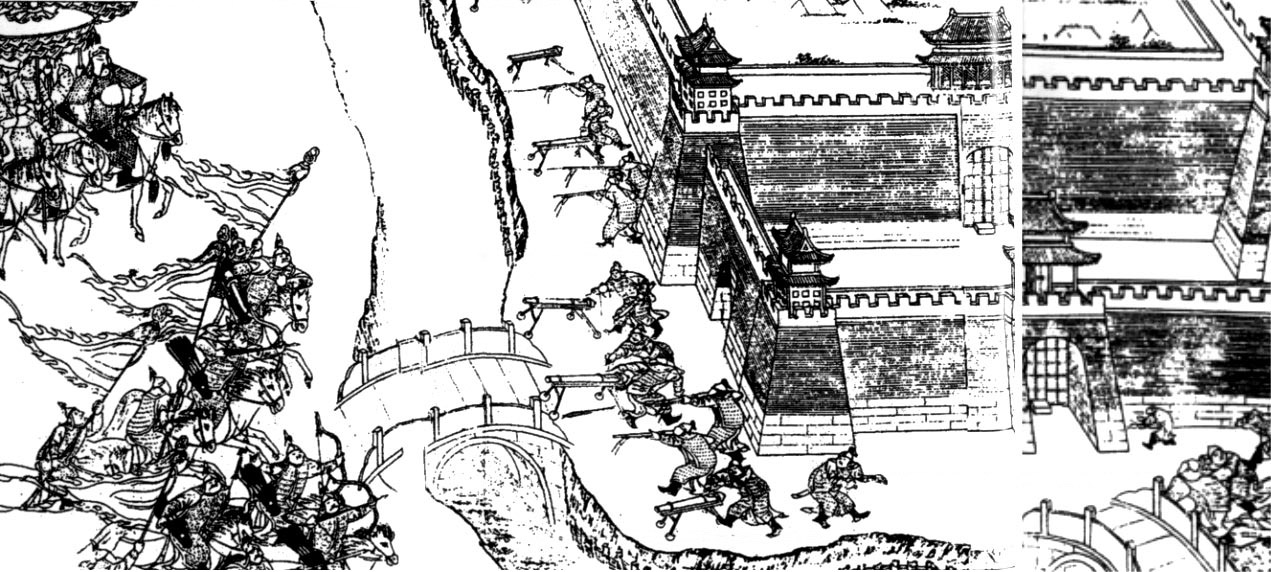
Trận Liêu Dương năm 1621

Thừa thế chiến thắng, quân Bát kỳ nhanh chóng tiến xuống phía Nam, chiếm luôn Khai Nguyên, Thiết Lăng. Năm 1621, quân Bát kỳ tiếp tục đánh chiếm Liêu Dương, Trung Trấn, Thẩm Dương, khống chế toàn bộ vùng đất phía đông Liêu Hà. Cũng trong năm này, Nỗ Nhĩ Cáp Xích thiên đô về Liêu Dương, với mục đích khống chế vùng Liêu Đông. Năm 1622, ông đánh bại đội quân của Kinh lược Liêu Đông Hùng Đình Bật và Tuần phủ Liêu Đông Vương Hóa Trinh, chiếm giữ trọng trấn Liêu Tây là Quảng Ninh. Triều đình nhà Minh kết tội Hùng Đình Bật thua trận bị xử chém, Vương Hóa Trinh bị hạ ngục.
Sau trận Quảng Ninh, Nỗ Nhĩ Cáp Xích tạm ngưng chinh phạt nhà Minh, chuyển trọng tâm vào việc chỉnh đốn quân đội, tăng cường binh lực, đồng thời tổ chức quản lý vùng đất mới. Lúc này, hầu hết vùng lãnh thổ phía Bắc Trung Quốc, như Mông Cổ, Nữ Chân, Triều Tiên đều thuộc phạm vi thế lực của ông. Năm 1625, Nỗ Nhĩ Cáp Xích cho đổi tên Thẩm Dương thành Thịnh Kinh và thiên đô sang đây.
Tận dụng thời gian hưu chiến, tướng nhà Minh trấn thủ thành Ninh Viễn là Binh lược Phó sứ, Hữu Tham chính Viên Sùng Hoán dốc toàn lực để củng cố thành Ninh Viễn thành một cứ điểm vững chắc phía ngoài Sơn Hải quan. Sau 1 năm nghỉ ngơi chỉnh đốn, tháng 1.1626, Nỗ Nhĩ Cáp Xích dẫn 13 vạn kỵ binh tiến công Sơn Hải quan. Tuy nhiên, dù đơn độc phòng thủ Ninh Viễn ngoài Sơn Hải quan, quân tướng Ninh Viễn cùng chủ tướng Viên Sùng Hoán hăng hái chống cự nên Nỗ Nhĩ Cáp Xích không thể tiến lên được, lại bị hỏa pháo Bồ Đào Nha bắn trúng làm bị thương do đó việc công thành phải dừng lại. Viên Sùng Hoán tận dụng thời cơ đốc quân ra thành truy kích. Quân Nữ Chân thua to phải rút về Thịnh (Thạnh) Kinh.

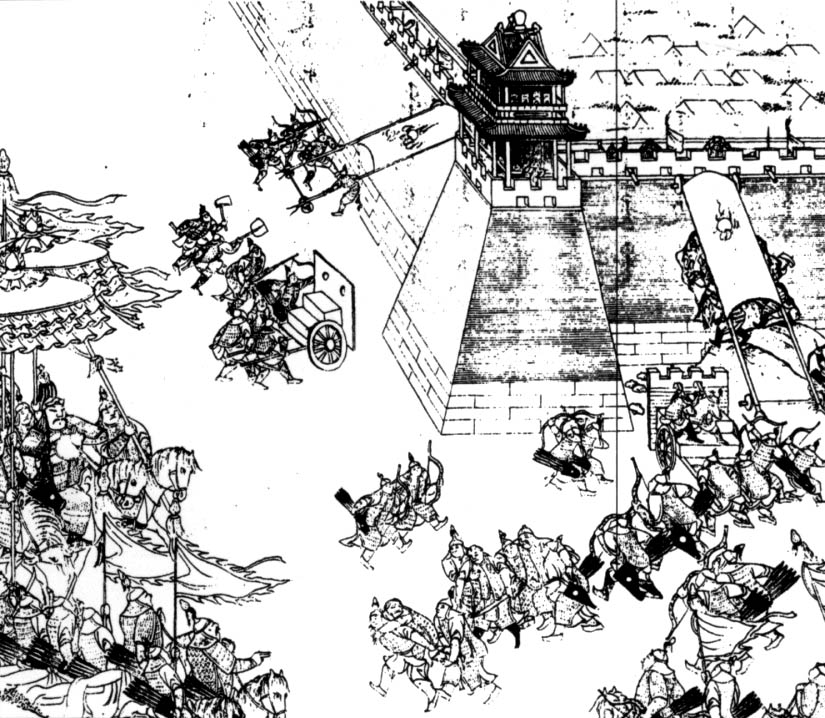
Nỗ Nhĩ Cáp Xích chỉ huy quân Kim công đánh Ninh Viễn lần thứ nhất

Nhận định chưa thể phục thù trận Ninh Viễn, tháng 4 năm đó, Nỗ Nhĩ Cáp Xích tạm đốc quân chuyển hướng sang chinh phục các bộ lạc Mông Cổ chưa chịu quy phục. Tuy nhiên, tháng 5 năm đó, tướng Minh là Mao Văn Long xuất quân ra khỏi quan ải, tấn công An Sơn. Giữa tháng 7, Nỗ Nhĩ Cáp Xích đành phải chấm dứt chinh phục, rút quân về lại Thịnh Kinh. Trên đường rút về, do phát bệnh nặng, ông phải theo thuyền từ sông Thái vào sông Hồn để trở về Thịnh Kinh. Ngày 10 tháng 8, khi đi qua một thị trấn nhỏ có tên là De-A Man, bệnh tình trở nên trầm trọng nên ông đã lặng lẽ qua đời vào năm 68 tuổi.
Một số tài liệu lịch sử cho rằng cái chết của Nỗ Nhĩ Cáp Xích là do bị thương bởi đại bác Bồ Đào Nha mà Viên Sùng Hoán đã trang bị cho thành Ninh Viễn. Tuy nhiên, căn cứ theo hành trạng của Nỗ Nhĩ Cáp Xích chuyển hướng chinh phục Mông Cổ 3 tháng sau trận Ninh Viễn, các học giả đồng ý nguyên nhân cái chết là do sự lao lực quá độ, cộng với nỗi uất ức đại bại trước một tướng lĩnh vô danh, cộng với tuổi già và thương thế. Thi hài ông được đem về Thịnh Kinh mai táng, gọi là Phúc lăng. Con cháu ông truy tôn miếu hiệu "Thái Tổ".

## Hiệp nghị hòa bình và sự chuẩn bị
Sau khi Nỗ Nhĩ Cáp Xích mất, tướng trấn thủ vùng Liêu Đông của Nhà Minh là Viên Sùng Hoán theo dõi sát sao tình hình quân Kim, và muốn tranh thủ giữ quan hệ hòa hoãn với nhà Kim để có thêm thời gian xây dựng, tu sửa các công sự phòng ngự nên ông đã đặc phái sứ giả tới viếng tang, nhằm thám thính động tĩnh của quân Hậu Kim, thăm dò thái độ của Hoàng Thái Cực. Tuy rất hận Viên Sùng Hoán nhưng vì mới bại trận, cần nghỉ ngơi và chỉnh đốn quân mã, đồng thời cũng qua đó tìm hiểu thái độ của nhà Minh nên Hoàng Thái Cực không chỉ tiếp đón sứ giả của Viên Sùng Hoán, mà còn phái sứ giả đến Ninh Viễn bày tỏ lòng biết ơn.
Nhân đó, Viên Sùng Hoán bèn phái sứ giả đến nghị hòa với nhà Kim. Ngoài mặt hai bên đều tỏ ra hòa hoãn, nhưng thực tế lại đều khẩn trương chuẩn bị cho trận đấu tiếp theo. Việc nghị hòa thành công, cả hai bên nhất trí sẽ không dấy binh đao trong thời gian này. Đối với việc này, Hoàng Thái Cực nhận thấy có lợi nên đã chấp nhận, thời gian này rất quý báu để ông có thể chính thức lên ngôi, cũng cố nội chính, chỉnh đốn binh mã, bồi dưỡng lực lượng và đánh Triều Tiên. Chính vì hiệp nghị hòa bình này, năm đầu tiên, sau khi Hoàng Thái Cực nối ngôi đã yên tâm dẫn quân Kim đi đánh Triều Tiên. 

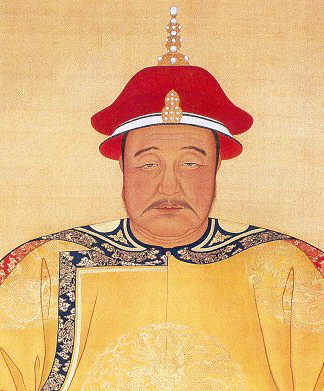
Hoàng Thái Cực vị Đại hãn kế tục sự nghiệp chinh phục của cha mình

Đối với Viên Sùng Hoán, hiệp ước này cũng có lợi vì có thời gian để tăng cường, rèn luyện binh mã, tu sửa các thành trì, công sự và tích trữ lương thảo chuẩn bị cho cuộc chiến đấu lâu dài. Khi nghị hòa với Kim quốc, trong triều Minh nhiều quan lại bàn tán xôn xao về việc Viên Sùng Hoán lại quan hệ tốt với nhà Kim. Viên Sùng Hoán phải dâng sớ thuật lại mục đích của mình.
Tờ sớ giải trình:
"Ngoài quan ải đất hẹp người đông nên phải xây dựng sửa sang lại ba thành Cẩm Châu, Trung Tả và Đại Lãng để phòng tuyến kéo dài ngoài quan ải đến 400 dặm. Nếu như thành chưa được tu sửa xong mà quân nhà Kim đã đánh thì tất phải thua. Ta đã ở vào thế đánh thì thắng thủ thì bại. Vì thế nhân nhà Kim đánh nhau với Triều Tiên, chúng ta lấy kế hòa để tiến, hoãn binh củng cố thành trì. Khi nhà Kim đến thì chúng ta đã tu sửa tốt thành trì vùng biên để vững chắc thì nhà Kim không thể làm gì được".
Minh Hy Tông đồng ý với cách lý giải của Viên Sùng Hoán, việc xì xào của triều thần cũng tạm thời lắng xuống, nhưng những nghi ngờ trong lòng họ vẫn chưa dứt hẳn. Mấy năm sau, việc nghị hòa của Viên Sùng Hoán bị khoác lên tội danh tư thông với giặc khiến ông phải trả giá bằng mạng sống của mình.
Tóm lại, bằng một hiệp nghị hòa bình giữa Hoàng Thái Cực và Viên Sùng Hoán, biên giới của hai nước đã tạm lắng chiến sự, nhân dân hai nước ở khu vực này được yên ổn, hòa bình trong một thời gian ngắn. Trong thời gian này, hai bên đều tích cực chuẩn bị cho chiến tranh. Hoàng Thái Cực đánh Triều Tiên để giải quyết vấn đề hậu cần, chuẩn bị lực lượng cho cuộc chiến dài hơi, lấy chiến tranh để nuôi chiến tranh. Trong khi đó Viên Sùng Hoán cũng có những bước chuẩn bị tích cực cho cuộc chiến, bằng việc ra sức tu sửa thành trì, mua sắm vũ khí, chỉnh đốn binh mã, vỗ về dân chúng.
Viên Sùng Hoán trước đó được Triều đình Nhà Minh bổ nhiệm làm Tổng đốc Liêu Đông (Cổ sử gọi chung là vùng Liêu Đông, gồm các tỉnh Liêu Ninh (Liaoning 辽宁), Cát Lâm (Jilin 吉林) và Hắc Long Giang (Heilongjiang 黑龙江) ngày nay), trấn thủ Sơn Hải quan để chống quân Mãn Châu. Ông từng nhiều lần đánh bại nhiều cuộc tấn công của quân Kim (đặc biệt là trong chiến dịch Ninh Viễn lần thứ nhất, đánh bại Nỗ Nhĩ Cáp Xích). 

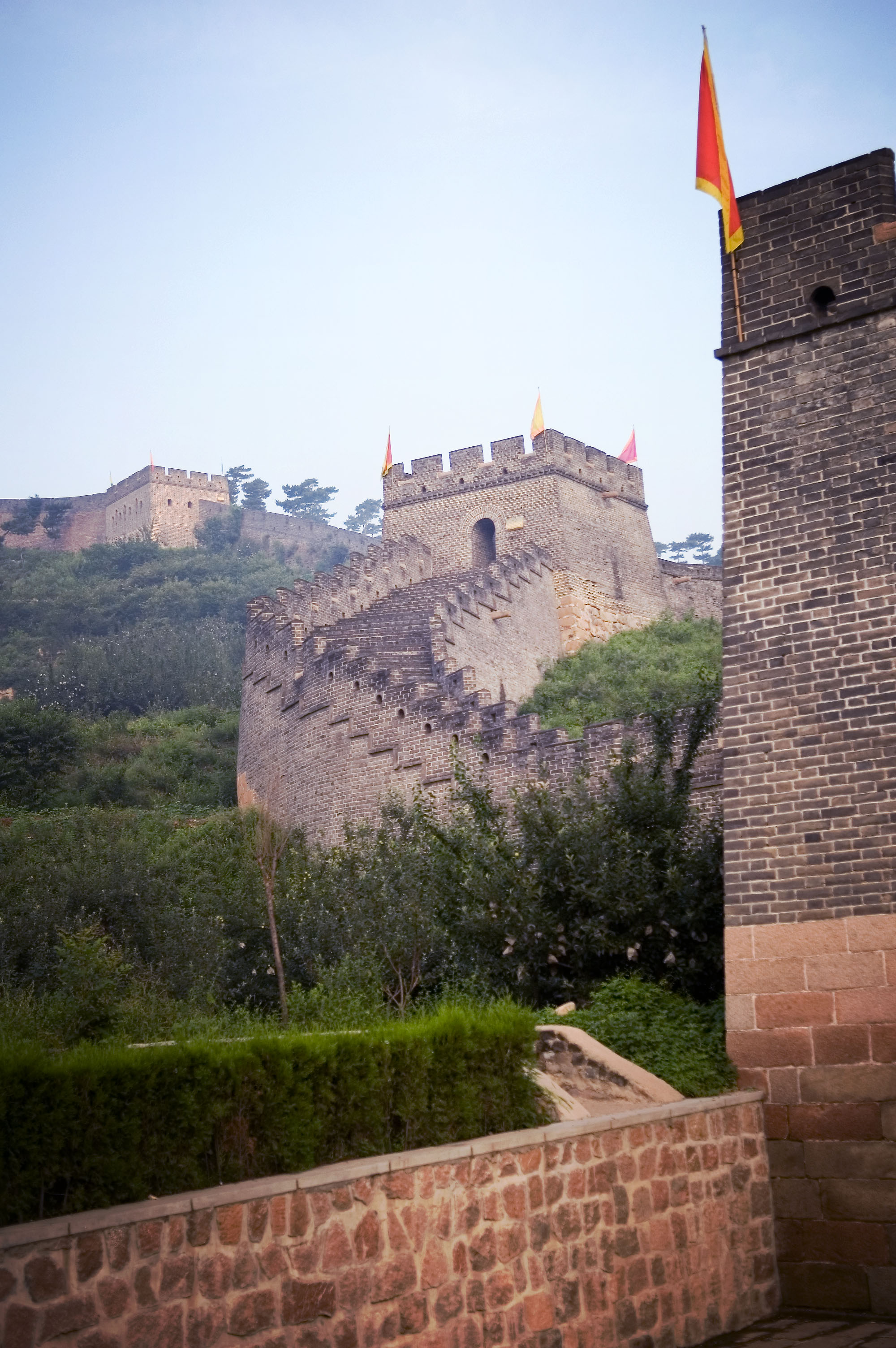
Sơn Hải quan

Sơn Hải quan (Sơn Hải quan thuộc tỉnh Hà Bắc (Hebei 河北) là một cửa ải nằm cạnh phía cực đông của Vạn Lý trường thành, kế bên ranh giới Liêu Ninh, cạnh bờ biển Ninh Viễn là Hưng Thành (Xingchen 兴城) thuộc tỉnh Liêu Ninh ngày nay. Sơn Hải quan có vị trí chiến lược quan trọng, là cửa ngõ đề từ quan ngoại có thể tiến vào Trung thổ. Trong cuộc chiến với người Mãn Châu, Sơn Hải quan là mặt trận chính của những cuộc đọ sức giữa hai bên. Tinh binh quân Kim vẫn chưa thể vượt qua Vạn Lý trường thành để vào quan nội được là vì sự vững vàng của Sơn Hải quan. Tiền đồn của Sơn Hải quan là hai cứ điểm quan trọng, thành Ninh Viễn và thành Cẩm Châu. Sau khi khảo sát thực địa ở ngoài của quan Sơn Hải quan, nghiên cứu kỹ hình thế trong và ngoài cửa ải, Viên Sùng Hoán đã quyết định phái binh trú đóng ở Ninh Viễn, xây dựng công sự phòng thủ để đương đầu với quân Hậu Kim.
Khi Viên Sùng Hoán đến Ninh Viễn (1623), ông quan sát địa thế, tình hình và đưa ra một sách lược quan trọng, đó là tăng cường phòng thủ cho Ninh Viễn, biến khu vực trước Sơn Hải quan thành "nội địa", qua đó dời chiến sự ra xa khỏi Sơn Hải quan, giảm áp lực cho nơi đây. Ông lập tức bắt tay tu sửa lại thành Ninh Viễn, tích cực huy động dân binh tại chỗ, tranh thủ thời gian, đào hào đắp luỹ, xây tường thành. Viên Sùng Hoán định ra tiêu chuẩn về việc xây thành là tường thành cao 3 trượng 2 tấc, sống tường cao 6 tấc, đế tường rộng 3 trượng, mặt trên tường rộng 2 trượng 4 tấc.. Đến năm thứ hai, việc sửa sang thành luỹ đúng theo quy cách đã hoàn thành. Ngoài ra, ông còn trang bị các loại hỏa khí, bố trí thêm nhiều khẩu đại pháo trên mặt thành. Đây là những khẩu đại pháo được Triều đình nhà Minh mua từ các thương gia phương Tây (như Bồ Đào Nha, Hà Lan, ...) gọi là Hồng Di đại pháo, có sức công phá mạnh, uy lực khủng khiếp, hoàn toàn có thể tiêu diệt các đội kỵ binh của quân du mục.

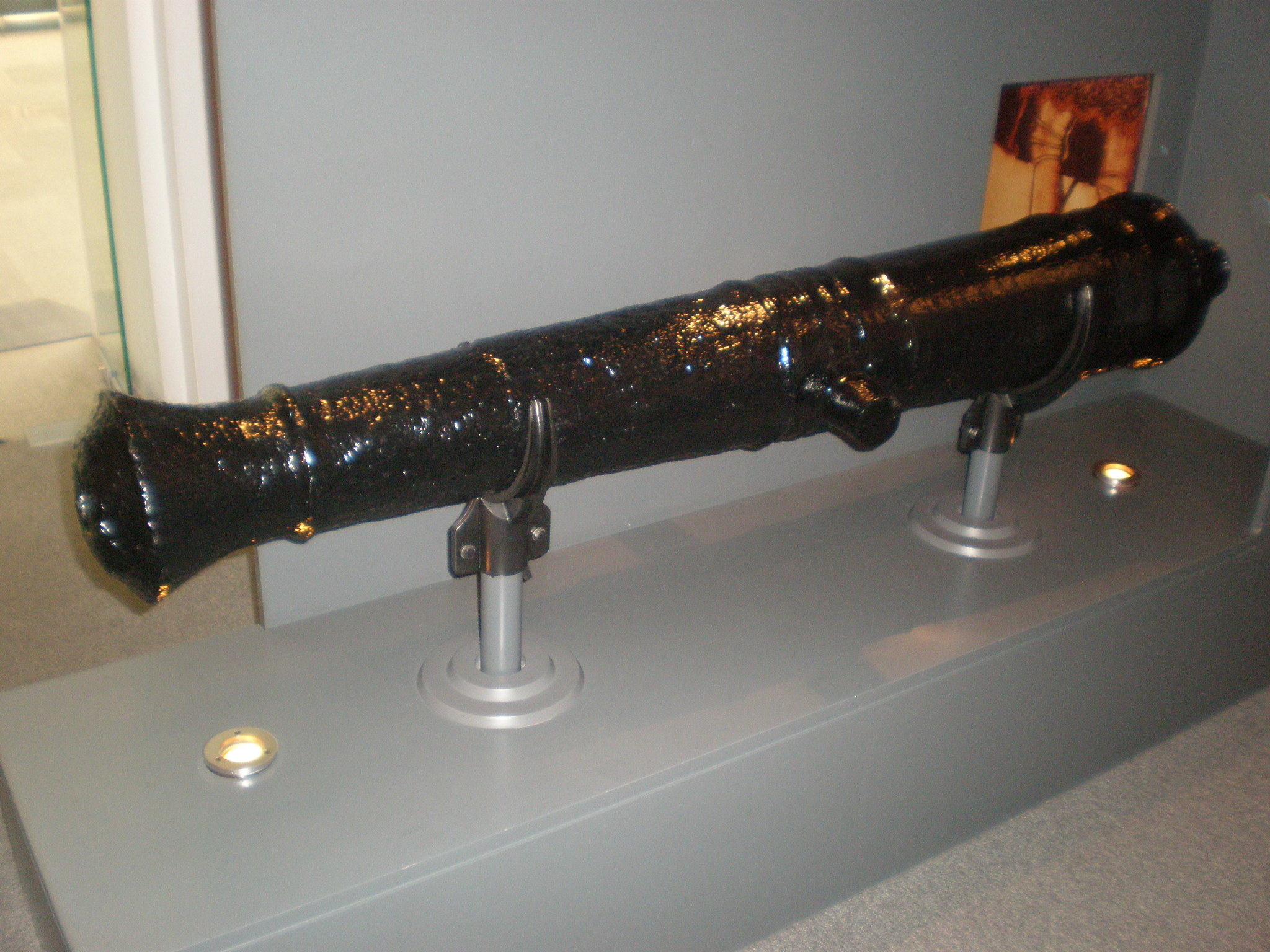
Hồng Di đại pháo

Từ đó về sau, thành Ninh Viễn trở thành nơi trấn thủ quân sự quan trọng trong tuyến phòng thủ Liêu Đông của nhà Minh. Cũng từ đó thành Ninh Viễn người xe tấp nập đổ về, trở thành vùng đất đô hội của Liêu Đông. Ông còn cử các tướng chia quân đi trấn giữ các thành Cẩm Châu, Trung Sơn, Sa Sơn, Hữu Đồn và sông Lãng, phái các đội binh mã trú đóng ở những vùng phụ cận Ninh Viễn để tiếp ứng cho Ninh Viễn, hình thành thế "ỷ giốc", tương trợ lẫn nhau. Đồng thời xây thành đắp lũy, dựng nhà cho dân giữ kế lâu dài. Việc làm đó khiến tuyến phòng thủ tiền tiêu tiến xa thêm hơn 200 dặm, biến vùng đất phía trước thành Ninh Viễn trở thành "nội địa", giảm áp lực đáng kể cho Sơn Hải quan. Chủ trương này được cấp trên của ông ở triều đình là Tôn Thừa Tông ủng hộ. Viên Sùng Hoán tranh thủ trong thời gian đình chiến (thời gian theo một hiệp nghị hòa bình bí mật giữ ông và Hoàng Thái Cực), động viên quân dân Liêu Đông xây dựng nên một tuyến phòng thủ bao quanh Sơn Hải quan gồm các thành Cẩm Châu (Miên Châu), Hữu Đồn, Ninh Viễn,... vùng biên cương đông bắc của nhà Minh ngày càng được củng cố chắc chắn.
Có thể nhận thấy, sách lược phòng ngự của Viên Sùng Hoán là một sách lược phòng ngự tích cực, chủ động. Trước đó, các chỉ huy quân Minh tổ chức phòng ngự hết sức bị động, việc phòng ngự theo kiểu cố thủ, co cụm trong các công sự càng kiến cho quân Kim thoải mái chiếm giữ địa lợi, chủ động trong khai chiến và tiến thoái. Trái lại, Viên Sùng Hoán lại chủ động phòng ngự tích cực thông qua việc mở rộng hệ thống công sự, sử dụng các tiền đồn vệ tinh (Ninh Viễn, Cẩm Châu) làm giảm sức ép cho Sơn Hải Quan, dần dần biến mặt trận thành hậu phương, đẩy chiến trường chính ra xa khỏi các trọng điểm. Điều đó cho thấy tầm nhìn quân sự của ông, một đối thủ ngang tài, ngang sức với Hoàng Thái Cực.

## Chiến dịch Ninh Viễn lần hai
Không lâu sau, Hoàng Thái Cực chinh phục được Triều Tiên, tiếp tục cuộc Nam chinh đánh nhà Minh đang gián đoạn của mình. Năm 1627, sau khi lên ngôi và chinh phục Triều Tiên, Hoàng Thái Cực đích thân dẫn quân đi chinh phạt Minh triều. Đợt tấn công lần này rất quy mô, Hoàng Thái Cực đích thân thống lĩnh đại quân. Trong chiến dịch này còn có sự tham gia của hai Đại bối lặc là Đại Thiện và Mãng Cỗ Nhĩ Thái, trong hàng ngũ tướng tá có Nhạc Thác, Sa Ha Liên, Cao Hồng Trung, Bao Thừa Tiên, ... ngoài ra, còn có mưu sĩ Phạm Văn Trình.
Năm 1629, năm thứ ba sau khi lên ngôi, Hoàng Thái Cực dẫn quân đi chinh phạt Minh triều. Trước chiến dịch, về phía nội bộ quân Kim có một sự cố nhỏ, như khi đi được nửa đường, Đại Thiện và Mãng Cổ Nhĩ Thái đột nhiên yêu cầu ông lui binh vì lý do là "Đi đánh trận, đường xa vất vả là điều cấm kỵ của nhà binh". Sự tùy tiện này đã khiến cho kế hoạch đánh triều Minh có nguy cơ bị đỗ vỡ, sự dày công chuẩn bị trước đó xem như uổng phí và bỏ lỡ thời cơ Nam tiến. Ông đã phải một lần nữa tìm đến bàn bạc với Nhạc Thác và Tát Cáp Lân (là hai người con của Đại Thiện có quan hệ mật thiết và từng giúp ông lên ngôi trước đó) để trao đổi, phân tích, thông qua đó dùng đòn "khích tướng" tác động đến Đại Thiện và Mãng Cổ Nhĩ Thái khiến họ đổi chủ ý đồng ý để ông hạ lệnh tiếp tục tiến quân. Chiến dịch này sau đó đã đạt được một số mục đích nhưng rõ ràng không làm Hoàng Thái Cực cảm thấy an tâm.
Sau khi thống nhất nội bộ, quân Hậu Kim tiếp tục tiến lên. Đến tháng 5 năm 1627 (thực tế thì trễ hơn), Hoàng Thái Cực dẫn quân chia làm ba hướng tấn công dữ dội vào  các thành Ninh Viễn và Cẩm Châu. Tuy vậy, phía Viên Sùng Hoán đã chuẩn bị tốt trước đó nên phòng thủ một cách hiệu quả, giúp các thành trì vững vàng trước các đợt tấn công ào ạt của quân Hậu Kim. Thêm nữa, hỏa lực của đại pháo Hồng Di như thường lệ vẫn phát huy được uy lực cùng sự phối hợp chiến đấu tốt của hai cụm cứ điểm Ninh Viễn-Cẩm Châu gây nhiều khó khăn, thậm chí gây tổn thất nặng nề cho quân Hậu Kim.
Chiến dịch này kéo dài gần năm tháng và kết thúc vào tháng 10 năm 1627, khi Hoàng Thái Cực buộc phải hạ lệnh tạm lui quân để giảm sĩ khí quân Minh đang lên rất cao sau nhiều chiến thắng liên tiếp. Quân Minh dưới sự chỉ huy của Viên Sùng Hoán lại một lần nữa giành thắng lợi toàn diện trước quân Hậu Kim tại mặt trận Liêu Đông. Sử sách Trung Quốc gọi đây là trận chiến Ninh Viễn lần hai hay chiến dịch Ninh – Cẩm. Sau đại thắng Ninh - Cẩm, tình thế ngoài quan ải đã tốt dần lên đối với quân Minh.
Trận chiến Ninh Viễn lần này còn là một cuộc đấu tài, đấu trí giữa Hoàng Thái Cực và Viên Sùng Hoán, mọi chiến lược và đối sách, âm mưu và thủ đoạn đều được sử dụng. Khi bắt đầu chiến tranh, Hoàng Thái Cực chia quân làm ba hướng, trước tiên bao vây thành Cẩm Châu, sau đó mới tiến đánh Ninh Viễn ông dự đoán viện quân từ thành Ninh Viễn sẽ đến tiếp cứu cho Cẩm Châu nên đã phái các đoàn kỵ binh chủ lưc lợi dụng địa hình gò đồi cao, nhiều làng mạc để bí mật mai phục, đón lõng quân tiếp viện.
Viên Sùng Hoán phán đoán được mục tiêu của Hoàng Thái Cực là Ninh Viễn nên kiên quyết không vội vàng ứng cứu Cẩm Châu, và chính quyết định này đã làm phá sản phương án "vây thành diệt viện" của Hoàng Thái Cực. Tuy vậy, khi thành Cẩm Châu lâm vào tình thế nguy cấp, có thể bị công phá, Viên Sùng Hoán phải phái bộ tướng dẫn 4.000 kỵ binh đến tiếp ứng. Quả nhiên, khi viện binh quân Minh còn chưa xuất phát bao xa, Hoàng Thái Cực đã chia binh tấn công thành Ninh Viễn.
Viên Sùng Hoán đích thân lên thành chỉ huy tướng sĩ phòng thủ, sử dụng đại pháo tấn công quân Hậu Kim. Quân vây hãm của Hậu Kim tràn lên công thành bất chấp sức công phá của hỏa pháo bên phía quân Minh. Quân phòng thủ Ninh Viễn anh dũng chống cự, mặc cho quân Hậu Kim hết lớp này đến lớp khác ào ạt tấn công. Cuối cùng, uy lực của Hồng Di đại pháo vẫn là nỗi khiếp sợ lớn nhất với người Nữ Chân, khiến cho toàn quân Bát Kỳ bị thiệt hại nặng, binh sĩ thương vong nghiêm trọng, số còn lại buộc phải rút lui. Quân Minh tiếp viện ở ngoài thành phối hợp cùng quân trong thành truy kích quân Hậu Kim.
Hoàng Thái Cực bại trận tại thành Ninh Viễn, hết sức tức giận, liền kéo quân đến Cẩm Châu để đánh trả thù. Quân Minh ở Cẩm Châu được tiếp thêm nhuệ khí sau khi hay tin chiến thắng tại thành Ninh Viễn, ngược lại quân Kim sĩ khí giảm sút, lại có phần sợ hãi bởi hỏa lực của đại pháo nên tấn công không mấy hiệu quả. Thêm vào đó, thời tiết trở nóng, sĩ khí sa sút, Hoàng Thái Cực đành phải lui binh. Tuy Viên Sùng Hoán một lần nữa đại thắng quân Hậu Kim, nhưng Ngụy Trung Hiền cùng bè đảng của mình vì ghen ghét, ganh tỵ với ông và muốn đoạt công lao về phần mình nên đã nói xấu ông với hoàng đế, trách ông cố ý khiêu khích dẫn đến chiến tranh và lúc chiến sự nguy cấp lại bỏ mặc, không đích thân dẫn quân tiếp ứng Cẩm Châu. Vì việc này, Viên Sùng Hoán phải từ chức.

## Tấn công Bắc Kinh

### Vòng qua Liêu Đông uy hiếp Bắc Kinh
Viên Sùng Hoán chỉnh đốn phòng ngự ở Liêu Đông làm cho Hoàng Thái Cực không thể thực hiện được kế hoạch Nam chinh của mình một cách thuận lợi, nhiều lần đọ sức với Viên Sùng Hoán ở phòng tuyến Ninh Viễn, Cẩm Châu nhưng đều bị đánh bại phải rút trở về. Hoàng Thái Cực biết là nếu muốn vượt Sơn Hải Quan để đánh kinh đô nhà Minh thì khó lòng thắng được Viên Sùng Hoán vì Ninh Viễn và Cẩm Châu được phòng thủ cẩn mật, khó lòng công hạ nên quyết định đổi hướng tấn công. Lần này bộ chỉ huy quân Kim đã thay đổi chiến lược, họ đã thay đổi tuyến tiến quân, đó là đi vòng qua Liêu Đông để tấn công vào Bắc Kinh.
Dọc theo dải biên giới phía Bắc, mạn đông (và đặc biệt là Liêu Đông – biên giới giữa Đại Minh và Hậu Kim) được Viên Sùng Hoán trấn thủ nên vững chắc nhưng mạn Tây Bắc thì việc phòng thủ chưa được chú trọng đúng mức, binh sĩ đồn trú ở đây không nhiều và kém tinh nhuệ (một phần vì phải tập trung cho mạn đông bắc, một phần vì kẻ thù Mông Cổ đã suy yếu nên áp lực ở đây không đáng kể cho nên việc phòng thủ trong giai đoạn này có phần sao nhãng). Tuy Viên Sùng Hoán đã có khuyến nghị cho Sùng Trinh tăng cường phòng thủ ở khu vực này nhưng việc tăng cường phòng thủ và công tác chuẩn bị cho chiến đấu được giải quyết quá chậm khiến quân Thanh chớp lấy thời cơ tấn công tây bắc. Nhân cơ hội đó Hoàng Thái Cực chọn con đường này để đưa đại quân tiến thẳng tới Bắc Kinh.
Sau khi chuẩn bị xong mọi mặt, ngày 27.10.1629, Hoàng Thái Cực đem 10 vạn tinh binh vây hãm Tuân Hóa (có lẽ là đòn nghi binh), Viên Sùng Hoán tức tốc đem quân Kinh Châu đến cứu viện, Hoàng Thái Cực liền đổi hướng tấn công Bắc Kinh. Tháng 10 năm Sùng Trinh thứ hai (1629). Hoàng Thái Cực dẫn đại quân Kim ngầm theo đường vòng, bọc qua phòng tuyến Liêu Đông, chia quân làm ba đường, đột phá trường thành vào ba cửa Đại An (Đại An khẩu), Long Cảnh (Long Tỉnh quan) và Hồng Sơn, vòng đến Hà Bắc rồi thẳng tiến vào quan ải gần tới kinh đô. "Hàng trăm ngàn quân" Kim đã đến bao vây Bắc Kinh.
Trước đó, đại quân Kim được người Mông Cổ thuộc bộ lạc Ca Lạc Tẩm làm hướng đạo, từ địa điểm Hỷ Phong Khẩu vượt qua Trường Thành, tiến sâu vào nội địa của nhà Minh. Đồng thời, Hoàng Thái Cực còn phái một đội quân men theo Phan Gia Khẩu, Mã Lang Dụ, Tam Đồn Doanh, Mã Lang Quan, Đại An Khẩu tiến quân để tiếp ứng với quân chủ lực, tạo nên thế "Chính - Kỳ tương trợ" theo Binh pháp Tôn tử. Đại quân Kim đã liên tiếp hạ được năm thành của triều nhà Minh. Quân Minh ở đây tập trung quân lực để chống trả quyết liệt, họ đã xua quân tới bao vây Đại An khẩu rất chặt chẽ. Quân Kim đã buộc phải dùng hỏa công để giải vây (lúc này quân Kim đã bắt đầu trang bị pháo trong quân đội dù chưa thể bằng quân đội của nhà Minh). Sau đó, Hoàng Thái Cực chỉ huy quân chủ lực tiến thắng đến Vĩnh Bình (nay nằm trong địa phận tỉnh Hà Bắc) ở phía tây và giao cho một chỉ huy giữ vùng chiến lược Tôn Hóa.
Quân Minh thừa sơ hở ập tới tấn công, áp sát chân thành với một khí thế ồ ạt. Quân Kim ở đây đã nỗ lực chống trả, dù số lượng ít hơn, bảo vệ được sự an toàn cho đại bản doanh, làm giảm khí thế tấn công của đối phương. Chỉ huy Hậu Kim là Phạm Văn Trình lập được nhiều chiến công liên tiếp, nên được phong làm "Thế chức du kích". Sau khi Hoàng Thái Cực đứng vững chân tại Tôn Hóa, bèn từ Kế Châu vượt Tam Hà, chiếm Thuận Nghĩa rồi đánh thẳng đến Thông Châu, lại vượt sông tiến lên uy hiếp Bắc Kinh.
Viên Sùng Hoán trước đây từng kiến nghị với triều đình nên tăng cường binh lực tại Kế Môn, để phòng ngừa quân Hậu Kim có thể đi theo đường vòng mà tiến vào khu vực Bắc Kinh. Nhưng đáng tiếc là kiến nghị của ông không được triều đình chấp thuận, nên Hoàng Thái Cực đã có dịp lợi dụng khe hở đó. Hoàng Thái Cực xua quân tiến thẳng đến vùng Nam Hải Tử, cách cửa ải bảo vệ thành Bắc Kinh xa hai dặm thì hạ trại, Đa Đạc lại theo hoàng huynh Hoàng Thái Cực đánh triều Minh, vào trong Trường Thành, tới sát kinh sư Bắc Kinh của triều Minh. Triều đình nhà Minh nghe tin hốt hoảng cả lên. Viên tổng binh của triều đình nhà Minh là Mãn Quế xua quân chống địch ở bên ngoài cửa Đức Thắng môn và An Định môn. Pháo binh trên thành của nhà Minh liền bắn yểm trợ, nhưng họ lại bắn nhầm vào cả quân đội của mình, khiến quân Minh bị tổn thất không ít, bản thân Mãn Quế cũng bị thương, đành phải dẫn tàn quân lui trở vào thành cố thủ chờ viện binh.
Quân Kim đã gần tiến đến Bắc Kinh, cả triều đình nhà Minh rúng động, nhân dân tại Bắc Kinh và các vùng phụ cận lo lắng về một đại họa mất nước. Các tướng tá, quân sĩ nhà Minh chỉ biết cố thủ nhìn quân Kim mặc sức tung hoành. Tình thế đã trở nên nghiêm trọng đối với đất nước Trung Quốc. Việc quân Hậu Kim đột ngột tấn công Bắc Kinh, gây chấn động toàn thành làm Sùng Trinh rối bời, không tìm ra phương án đối phó hữu hiệu.
Kế sách vòng qua Liêu Đông uy hiếp Bắc Kinh của Hoàng Thái Cực đã tỏ ra rất hiệu quả, chứng tỏ ông đã vận dụng thuần thục binh pháp do chính người Hán sáng tạo để đánh lại người Hán. "Dĩ vu vi trực" (lấy cong làm thẳng), đi sau mà đến trước, chuyển từ bị động thành chủ động, buộc quân Minh phải điều binh theo ý của mình thực hiện "dĩ dật đãi lao" (lấy nhàn chờ nhọc). Rõ ràng quân Minh có lợi thế về pháo binh và bộ binh, cũng như công sự nhưng quân Kim lại có sở trường về kỵ binh, cơ động nên có điều kiện để thực hiện kế sách này, quân đội nhà Minh với những sở trường nói trên không thể phát huy trong cuộc chạy đua với quân Kim. Đây cũng là điều nằm ngoài dự liệu của Viên Sùng Hoán, khi biết tin quân Kim vòng qua Liêu Đông, ông vội vàng xuất binh chặn đường tiến quân của Hậu Kim, nhưng đã không kịp, quân Hậu Kim tiến quá nhanh và đã tiến đến ngoại thành Bắc Kinh. Vậy là năm 1629, Hoàng Thái Cực quân Thanh vượt qua Trường Thành, một lần nữa tấn công vào triều Minh, rất nhanh tiến sát Bắc Kinh. Thành Bắc Kinh trở nên hoảng loạn, hoàng đế Sùng Trinh vừa tổ chức quân đội tăng cường phòng thủ, vừa hạ lệnh cho quân từ các nơi hỏa tốc về kinh thành hỗ trợ.

### Kịch chiến tại Bắc Kinh
Hoàng Thái Cực nhân lúc triều đình nhà Minh sao nhãng phòng thủ ở mạn tây bắc đã triệt để tận dụng khu vực này. Kỵ binh Bát kỳ Mãn Châu anh dũng thiện chiến tốc độ hành quân quá nhanh, bộ binh của Viên Sùng Hoán bất ngờ nên không thể đuổi kịp được. Thành Bắc Kinh trống trải bị quân Kim vây chặt, Sùng Trinh hoảng sợ tột độ vội điều động toàn bộ binh sĩ đang chuẩn bị tiến đánh Lý Tự Thành quay về Bắc Kinh. Thực ra, lần này Hoàng Thái Cực chỉ muốn dụ toàn bộ quân Minh về phía bắc, âm thầm tạo điều kiện cho lực lượng Lý Tự Thành thừa cơ lớn mạnh ở phía nam tạo nên hai gọng kìm khiến cho quân Minh lưỡng đầu thọ địch (nghĩa quân Lý Tự Thành lúc này đang bị quân triều đình vây chặt tại Xa Sương Hạp. Đang lúc Sùng Trinh sắp đánh tan nghĩa quân thì Hoàng Thái Cực đột nhiên đưa quân xuống tấn công kinh thành, Sùng Trinh tạm hòa nghĩa quân, tập trung về phía bắc nghênh chiến quân Thanh). Quân Minh từ những ngã đường khác liên tục kéo về Bắc Kinh, lao vào cuộc chiến. Sùng Trinh đích thân chỉ huy quân ra ngoài thành chống cự nhưng quân Kim không tấn công mà chỉ vây ở ngoài bắn pháo. Việc quân Kim đột ngột xuất hiện ở Bắc Kinh khiến cả triều đình và cả Trung thổ rung động, không khí lo lắng, hoảng loạn bắt đầu phủ lên cả đất nước rộng lớn này. 
Tuy nhiên, nhà Minh vẫn còn viên tướng tài năng, một lòng báo quốc là Viên Sùng Hoán. Được tin cấp báo là Hoàng Thái Cực đi vòng phía Tây Bắc để vào phía trong quan ải, ông đã gấp rút dẫn binh mã từ thành Ninh Viễn, Cẩm Châu đưa quân vào quan ải, kéo trở về kinh sư để cứu viện. Ông đích thân dẫn 2.000 thiết kỵ binh hành quân suốt đêm để trở về (có ý kiến cho rằng số quân này là năm vạn khi xuất phát, đến nơi còn 9.000 người, đội quân của ông đi bất kể ngày đêm để bám cho kịp quân của Hoàng Thái Cực. Sau khi đến Kế Châu, ông đã dùng tốc độ hành binh hai ngày đêm vượt qua ba trăm dặm đường vượt lên trước quân Kim và đuổi đến ngoại ô thành Bắc Kinh, Trong vòng ba hôm, Viên Sùng Hoán đã tiến đến dưới chân thành. Quân Hoàng Thái Cực được tin Viên Sùng Hoán đã có mặt ở chiến trường gần Bắc Kinh, "ai nấy đều sợ hãi". Sùng Trinh thấy Viên Sùng Hoán dẫn quân tới liền hạ lệnh cho ông chỉ huy quân cứu viện ở các nơi đưa đến, cùng với các toán quân khác để giải toả áp lực của Mãn quân. Viện quân Viên Sùng Hoán tới nơi giao chiến với Hoàng Thái Cực và những cuộc giao tranh kịch liệt đã xảy ra.
Tháng 11.1629, hai bên kịch chiến trước thành Bắc Kinh ở bên ngoài cửa Quảng Cừ. Viên Sùng Hoán khoác áo giáp sắt chỉ huy đôn đốc tướng sĩ đánh giặc. (Lúc đó quân Minh có 9.000 binh mã, quân Kim có khoảng 10 vạn người, tỷ lệ là một chọi mười). Quân Minh kịch chiến với quân Hậu Kim suốt sáu tiếng, khống chế được mọi hành động của đối phương, khiến nhuệ khí của quân Hậu Kim bị giảm sút. Hoàng Thái Cực đích thân ra trận tiền để quan sát doanh trại của Viên Sùng Hoán. Thấy trận thế của đối phương quá chặt chẽ, biết không thể chiến thắng được, ông theo kiến nghị của đội ngũ tham mưu và một số tướng lãnh khác xuống lệnh cho quân rút lui. Qua hơn nửa ngày kịch chiến, quân Minh đã đẩy lui sự tấn công của quân Hậu Kim, bảo vệ được kinh thành Bắc Kinh. Và trong vòng 20 ngày sau, quân Minh đã hoàn toàn đẩy lùi quân Kim. Viên Sùng Hoán thắng trận nhưng không đuổi theo Hoàng Thái Cực mà đóng quân ở lại để bảo vệ thành Bắc Kinh và lăng miếu của hoàng triều.
Trong cuộc chiến này, ngoài vai trò to lớn của Viên Sùng Hoán, thì các lộ quân khác cũng nêu cao tinh thần yêu nước, chống ngoại xâm, chiến đấu anh dũng cùng góp sức đánh đuổi quân Kim. Điển hình là cánh quân của lão nữ tướng Tần Lương Ngọc. Dù đã ngoài 50 tuổi nhưng khi nhận được lệnh triệu tập, bà lập tức cùng với cháu là Tần Dực Minh dẫn quân (gia binh) ngày đêm tiến về kinh thành. Lúc này chủ soái của quân Minh chết trận, quân Minh thoái thủ ở gần thành Bắc Kinh, không thể tiếp chiến được. Trong lúc khẩn cấp đó, Tần Lương Ngọc kịp thời dẫn quân đến, không cần nghỉ ngơi, lập tức xông lên giết địch ở quanh kinh thành. Quân Minh ở cách đó không xa, nhìn thấy quân sĩ của Tần Lương Ngọc anh dũng chiến đấu, liền cùng xông vào chiến đấu. Quân Kim "thất bại thảm hại, người lìa khỏi ngựa, tìm đường chạy thoát". Sau khi giải vây thành Bắc Kinh, Tần Lương Ngọc được hoàng đế Sùng Trinh triệu kiến, ban cho Ngự tửu và tặng một bài thơ khen rằng:
Một tiếng hô vang trời đất
Múa thương trên ngựa tựa rồng bay
Xa trông khác nào nam tử hán
Lại gần mới hay kẻ nữ nhi
Thế gian bao đấng anh hào
Xa trường vạn dặm nào ai ruổi rong.

## Loại trừ Viên Sùng Hoán

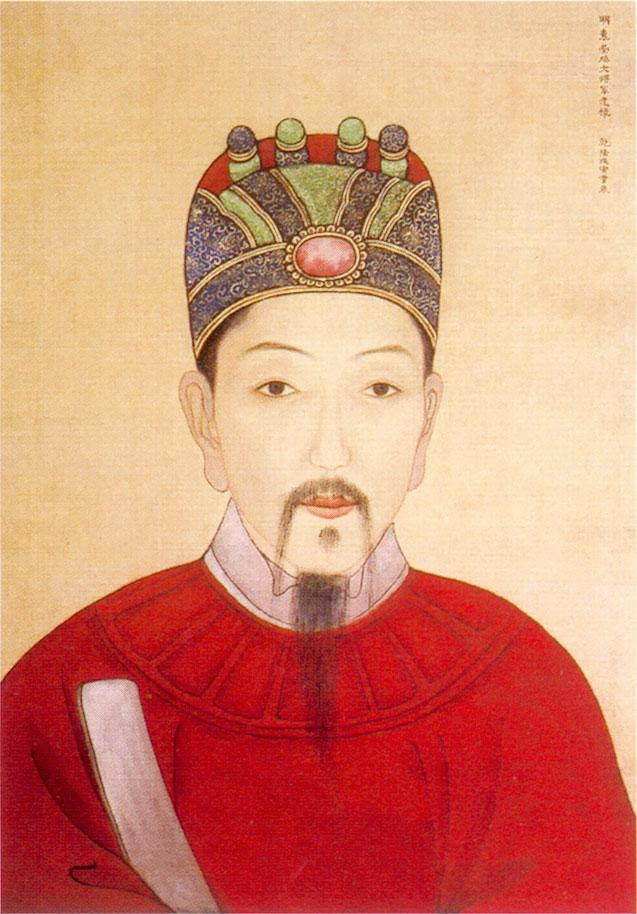
Viên Sùng Hoán - Viên tướng rường cột của nhà Minh

Chiến dịch tấn công Bắc Kinh của Hoàng Thái Cực một lần nữa không thành công. Nguyên nhân chính là vì sự tồn tại của Viên Sùng Hoán một viên tướng tài trí và giàu lòng ái quốc. Biết là Viên Sùng Hoán và đội quân của ông ta sẽ gây trở ngại rất nhiều cho đế nghiệp của mình, Hoàng Thái Cực đã tập trung đối phó với ông, dùng đòn phản gián để triệt hạ cá nhân viên đại tướng này.
Qua mạng lưới tình báo, Hoàng Thái Cực đã nhanh chóng biết tin triều đình nhà Minh mà đặc biệt là Sùng Trinh đang nghi ngờ Viên Sùng Hoán và cho rằng đây là cơ hội tốt nhất để dùng kế ly gián chia rẽ nội bộ. Trước hết, ông cho người phao tin có sự gặp gỡ riêng tư giữa ông và Hoàng Thái Cực, về mật ước nghị hòa tại biên giới ba năm về trước, về mật ước việc muốn bán rẻ Bắc Kinh cho nhà Hậu Kim cũng như việc Viên Sùng Hoán biết được những thông tin về cuộc hành quân của Hoàng Thái Cực.
Thứ đến, ông sử dụng các tù binh mà ông bắt được, mượn tay họ để tung thông tin sai sự thật, vu khống Viên Sùng Hoán. Hoàng Thái Cực trong lần tiến binh vào quan ải này, trên đường rút lui đã bắt sống được một số binh sĩ nhà Minh và hai tên thái giám. Ông bí mật ra lệnh cho phó tướng Cao Hồng Trung và Bao Thừa Tiên cố ý ngồi thật gần hai tên thái giám đó, rồi giả vờ kề tai bàn tán, cố để cho sĩ quân nhà Minh bị bắt làm tù binh nghe thấy về một mật ước giữa Hoàng Thái Cực và Viên Sung Hoán. Họ thì thầm với nhau rằng "Đại Hãn đã cùng hẹn ước bí mật với Viên Đô soái rồi, xem ra Chu Do Kiểm (tức Sùng Trinh) chỉ có con đường cầu hòa với nhà Kim mà thôi". Câu nói này cũng cố ý để cho hai tên thái giám nhà Minh bị bắt làm tù binh nghe thấy. Sau đó, họ lại cố ý tạo điều kiện cho một tên thái giám họ Dương có dịp trốn thoát. Tên thái giám này trốn thoát về Bắc Kinh tâu với vua Minh. đem "những điều cơ mật trọng đại", do mình nghe được tâu lại cho hoàng đế Sùng Trinh.
Lúc bấy giờ, trong triều đình có một số người chống lại Viên Sùng Hoán, từ lâu đã vu cáo ông là kẻ "dẫn Hổ nhập quan", nhằm uy hiếp triều đình, buộc triều đình phải chấp thuận chủ trương nghị hòa với Hậu Kim của ông. Qua đó, đôi bên sẽ ký hiệp ước bất bình đẳng trước sự uy hiếp của quân Hậu Kim. Hoàng đế Sùng Trinh là một ông vua chỉ thích làm theo ý mình, tính tình độc đoán lại đa nghi. Đối với Viên Sùng Hoán ông vốn đã có lòng nghi ngờ, Sùng Trinh cho rằng bản thân mình đánh bại được Hoàng Thái Cực nên tự mãn, lại nghi ngờ Viên Sùng Hoán không thực sự trung thành, cứu binh chậm trễ.
Thêm vào đó, tin đồn lan rộng, bè đảng cũ của Ngụy Trung Hiền cùng vài quan lại ghen tị với Viên Sùng Hoán, vu oan ông trước mặt Sùng Trinh rằng việc quân Hậu Kim vây thành Bắc Kinh lần này hoàn toàn là do Viên Sùng Hoán dẫn về; khi quân Kim rút lui, ông lại không truy kích, giữa ông và Hoàng Thái Cực thông đồng âm mưu; ... nên khi nghe lời tâu của viên thái giám họ Dương, Sùng Trinh tin là thật và lập tức triệu Viên Sùng Hoán vào triều đình vấn tội, trách cứ ông tại sao đưa viện binh về quá trễ, rồi hạ lệnh bắt ông vào ngục. Sau đó, Vương Vĩnh Quang cùng đồng đảng lại liên tiếp dâng tấu biểu vu cáo Viên Sùng Hoán cố tình giết Mao Văn Long (là viên tướng trấn giữ vùng biên giới gần với Triều Tiên) để lấy lòng nhà Kim, cấu kết và tư thông với giặc, đề nghị triều đình xử tội.
Sùng Trinh nhân đó "dĩ chiến mưu hoà" đưa Viên Sùng Hoán ra lăng trì xử tử. Tháng 8 năm Sùng Trinh thứ 3 (1630), sau hơn nửa năm bị giam trong ngục Viên Sùng Hoán bị xét xử vào tội "dối vua phản quốc", thông đồng với quân địch với lập luận là: quân địch tự ý thoái lui chứ không phải bị Viên Sùng Hoán đánh bại, Viên Sùng Hoán cũng không đuổi theo quân địch mà đóng quân ở lại kinh thành là có ý đồ. Tội danh này phải xử cực hình: Lăng trì tùng xẻo trước cổng kinh thành, vợ con thì bị bắt đi đày cách xa 3.000 dặm. Với quyết định này, triều đình nhà Minh đã tự phá hủy bức tường thành của mình dù đang bị Mãn quân gây áp lực phía bắc.
Sùng Trinh cho tướng khác lên thay thế Viên Sùng Hoán. Đây chính là sai lầm lớn nhất trong cuộc đời ông ta. Lập tức chiến cuộc thay đổi, người Nữ Chân chiếm được ưu thế ở mặt trận đông bắc. Và như vậy, kế phản gián của Hoàng Thái Cực đã thành công, ông đã loại bỏ được đối thủ quân sự nguy hiểm nhất trong đời cầm quân của mình. Cái chết của Viên Sùng Hoán khiến cho triều đình nhà Minh chấn động, binh sĩ tiền phương chán nản và bất mãn. Quân Kim từ lúc đó ngày càng chiếm thế chủ động chiến trường, Nhà Minh đã không còn một viên tướng nào đủ tài năng và nhiệt huyết để có thể đọ sức được với Hoàng Thái Cực, đẩy lùi quân Kim. Cũng chính vì sự kiện này mà các nhà quân sự đời sau bình luận rằng nhà Minh mất nước, không mất vì giặc cướp mà mất ngay từ trong cổng ngõ, không mất ở bờ cõi mà mất ngay từ lời can gián của Đài quan

## Nỗ lực của quân Minh
Sau khi Hoàng Thái Cực dùng kế ly gián để nhổ được gai trong mắt là Viên Sùng Hoán, xóa được nỗi bận tâm về sau, thì vô cùng mừng rỡ. Các tướng lãnh của ông thấy không còn điều gì đáng ngại nữa, bèn đua nhau yêu cầu thừa cơ đánh thốc vào Bắc Kinh. Nhưng Hoàng Thái Cực không chấp nhận vì nhận thấy quân Hậu Kim chưa tập trung đủ lực lượng để có thể công thành. Thay vào đó, ông xua quân đánh thẳng vào cầu Lư Câu, tiến kích doanh trại lớn của Mãn Quế và một số tổng binh khác đang chỉ huy 4 vạn người, đóng tại bên ngoài cửa thành Vĩnh Định. 4 vạn quân Minh bị đánh dữ dội, rã rời hàng ngũ, quân Thanh còn bắt được Lỗ vương của Minh triều đem chém đầu trước hàng quân và đem chiến lợi phẩm như vải vóc tơ lụa, vàng bạc ngọc ngà lên xe lừa, xe lạc đà rồi kéo vào Thiên Tân, Đồn Lộc vượt Lư Câu kiều.
Năm 1630 (năm Thiên Thông thứ tư), Hoàng Thái Cực lại chuyển quân đến Thông Châu, rồi tiến về phía đông để chiếm bốn thành Thông Hóa (Tôn Hóa), Vĩnh Bình (Thủy Bình), Thiên An, Loan Châu (nay đều nằm trong tỉnh Hà Bắc), rồi cho quân đóng giữ, còn ông thì dẫn đại đội binh mã trở về. Hoàng Thái Cực lần này đã áp dụng chiến thuật tiêu diệt quân sinh lực của triều nhà Minh trước rồi mới tiến hành việc chiếm thành, chiếm đất sau.
Sau khi mới lên ngôi, Hoàng Thái Cực đã vấp phải sự khiêu khích của đại bối lặc thứ hai là A Mẫn. Ông này yêu cầu tự mình đi làm phiên ngoại, tư lập thành một vương quốc độc lập. Yêu cầu này đã bị Hoàng Thái Cực cự tuyệt, đồng thời gây ra cho ông sự bất mãn. Việc Hoàng Thái Cực cho quân đóng giữ 4 ngôi thành vừa chiếm được là có ý định sẽ dùng cách đánh giáp công để đánh Sơn Hải quan. Nhưng sau khi ông rút quân, thì Đại học sĩ triều nhà Minh là Tôn Thừa Tông bèn tổ chức binh lực chiếm lại 4 ngôi thành này. Do vậy, đã làm xáo trộn kế hoạch của Hoàng Thái Cực khiến ông ta hết sức giận dữ.
Cùng năm, Hoàng Thái Cực cử A Mẫn mang quân đi phòng giữ bốn thành mới chiếm được là Thủy Bình, Loan Châu, Thiên An, Tôn Hóa. Quân Minh phản công lớn, bao vây và đến công chiến Loan Châu. A Mẫn kinh hoàng, hoảng hốt, không tổ chức bất cứ cuộc chống cự nào, chỉ ra lệnh rút quân. Trước khi tháo chạy, ông ta lại ra lệnh cho binh sĩ giết quân trung thành và cướp sạch tài sản của nhân dân. Loan Châu rơi vào tay quân Minh, 3 thành khác cũng nhanh chóng thất thủ. Bao nhiêu công sức, tiền bạc của Hoàng Thái Cực vất vả bỏ ra đầu tư cho 4 ngôi thành đều bị mất toàn bộ, tổn thất hết sức nặng nề.
Hành động của A Mẫn khiến cho Hoàng Thái Cực tức giận vô cùng. Nhưng hậu quả còn nghiêm trọng hơn nữa, sau khi các tướng sĩ giữ thành của triều Minh và quân dân bị sát hại, họ lấy đó để làm điều răn đe và đề phòng. Về sau, họ kiên trì không đầu hàng, càng tăng thêm khó khăn cho quân đội Hậu Kim trong việc công thành. Để lấy lại thanh danh, Hoàng Thái Cực lập tức triệu tập chư vương, bối lặc cùng các đại thần tuyên bố "16 tội lớn" của A Mẫn trong đó tội thứ 11, khép ông ta có mưu đồ áp đảo tranh giành ngôi Hãn. Thái độ của Hoàng Thái Cực rất quyết liệt, chư vương, bối lặc và các đại thần cùng nhau phụ họa cho tội trạng của A Mẫn và cho rằng ông ta đáng chết. Lúc đó, Hoàng Thái Cực lại tỏ lòng độ lượng "dung tha tội chết" cho A Mẫn, chỉ xóa bỏ vị trí đại bối lặc, xóa bỏ danh hiệu kỳ chủ, xử tù chung thân. Toàn bộ tài sản, dân nô của ông ta và ngôi kỳ chủ đều do người em là Tế Nhĩ Cáp Lãng kế thừa. Một người không có quyền thế và kinh nghiệm chính trị như Tế Nhĩ Ha Lang thì lực ượng Tương Lam kỳ do ông ta chỉ huy nhanh chóng trở thành lực lượng trung thành của Hoàng Thái Cực.
Nhìn chung, trong năm 1630, triều đình nhà Minh cũng đã có một số nỗ lực nhất định để giành lại một số thành trì đã bị mất, tích cực xây dựng công sự phòng ngự. Nhưng đây cũng là những nỗ lực cuối cùng được nhen nhóm từ phái chủ chiến vốn chiếm thiểu số trong triều đình. Sau đó, nhà Minh ngày càng đi sâu vào con đường bị động, nhu nhược của phái chủ hòa. Ngoài mặt trận, các chỉ huy trở lại chiến thuật phòng thủ co cụm, dựa hẳn vào ưu thế pháo binh. Đối với một số cơ hội phản công rõ rệt thì họ lại "án binh bất động" bỏ lỡ thời cơ.

## Chiến dịch Đại Lăng Hà
Bài chi tiết: Trận Đại Lăng Hà
Tiếp đó, Hoàng Thái Cực lại được tin quân Minh ngày đêm lo xây dựng lại thành Đại Lăng Hà, với ý đồ sẽ tiến lên một bước để khôi phục vùng đất ở ngoài biên cương đã bị mất. Như vậy, ông buộc lòng phải thực hiện thêm một chiến dịch quân sự nữa. Vào tháng 8 năm thứ năm niên hiệu Thiên Thông (1631), thành Đại Lăng Hà vừa mới được nhà Minh xây dựng gần một nửa, thì Hoàng Thái Cực bất ngờ xua đại binh đánh bọc hậu ngôi thành này. Ông ta đã áp dụng chiến thuật vây thành để đánh viện binh (vây thành diệt viện). Quân nhà Minh giữ thành vì "cạn hết lương thực, nên quân và dân phải ăn thịt lẫn nhau", rốt cuộc buộc phải đầu hàng.
Trong chiến dịch này, có một đạo quân Mông Cổ (trong quân đội Minh) đầu hàng, nhưng một số binh sĩ vì không chịu đầu hàng nên đã ám sát tướng lĩnh của họ rồi bỏ trốn. Hoàng Thái Cực nghe tin tức giận, định giết hết số binh sĩ Mông Cổ còn ở lại. Nhưng thuộc hạ của ông là Phạm Văn Trình khuyên ông không nên tàn sát vì sẽ ảnh hưởng đến chính sách dụ hàng về sau. Hoàng Thái Cực nhận thấy được lợi ích lâu dài nên chấp nhận kiến nghị đó. Lúc bấy giờ còn có một cánh quân đội của triều nhà Mình dựa vào địa thế hiểm yếu để cố thủ Tây Sơn, dù Hoàng Thái Cực xua quân tấn công nhiều lần nhưng vẫn không chiếm được, trong lòng nôn nóng, sau đó ông đổi chiến thuật, cho một viên quan người Hán có tài ăn nói đến chiêu hàng, quân Minh vì bị vây lâu ngày, tâm lý dao động nên đã chấp nhận quy hàng.
Vào năm thứ năm niên hiệu Thiên Thông (1631), lúc Hoàng Thái Cực bao vây tấn công thành Đại Lăng Hà, thì viên Tuần phủ Đăng Thái là Tôn Nguyên Hóa, từng phái Tham quân Khổng Hữu Đức dẫn binh đi cứu viện. Nhưng bộ đội của ông này khi kéo tới Ngô Kiều, thì gặp tuyết to, không có lương thực để ăn, triều đình cũng không kịp thời quan tâm tiếp viện, nên một số quân sĩ phải trốn trại ra ngoài cướp bóc. Tình hình này liền được Lý Cửu Thành, một tên tham quan ô lại đã tham lạm công quỹ và đang sợ bị xử tội lợi dụng ngay. Ông ta sách động toán quân này nên đứng lên làm phản. Khổng Hữu Đức là người cũng có ý đồ bất chính, nên thừa cơ chấp nhận. Tháng giêng năm sau, Khổng Hữu Đức cùng với Cảnh Trọng Minh, một viên Tham quân khác có nhiệm vụ đóng giữ tại Đăng Châu, cùng đánh chiếm thành Đăng Châu. Khổng Hữu Đức tự xưng là Đô nguyên soái, đúc ấn tín để dùng riêng, rồi phong Cảnh Trọng Minh và một số người nữa làm tổng binh, xua quân đi đánh chiếm thành trấn, cướp bóc khắp nơi, không chuyện tàn ác gì mà không làm. Hoàng đế Sùng Trinh thấy tình hình xảy ra như vậy, buộc phải phái đại quân đi tiểu trừ. Các tướng nhà Minh không những không đoàn kết tương trợ lẫn nhau chống ngoại xâm mà còn mưu đồ bất chính vì lợi ích riêng, làm suy yếu thực lực phòng thủ quốc gia.

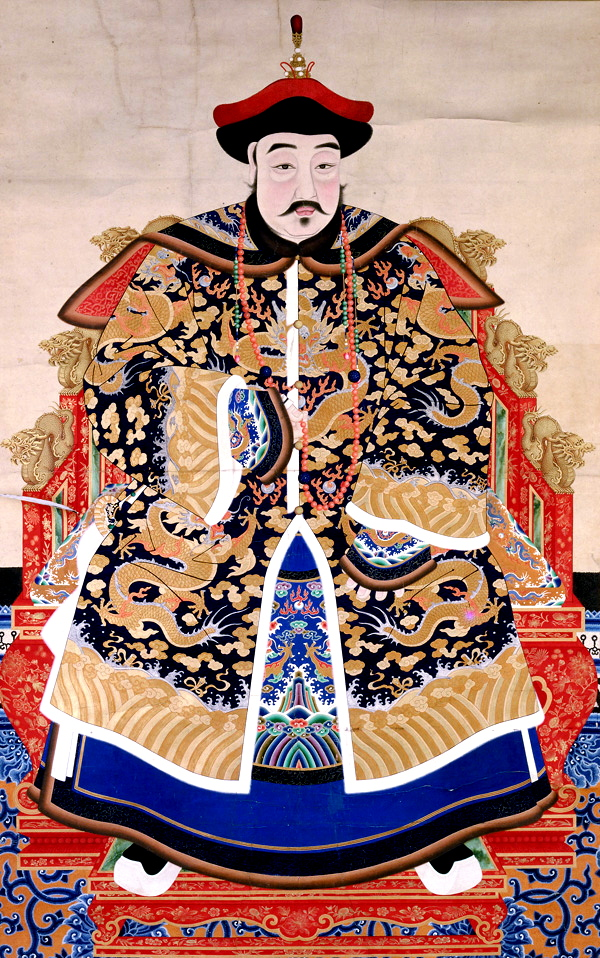
Đa Đạc

Năm Thiên Thông thứ 5 (1631), Đa Đạc tham gia vây khốn quân Minh trong chiến dịch Đại Lăng Hà (大凌河之役). Trong trận chiến ở Tiểu Lăng Hà, Đa Đạc để mất thăng bằng và bị ngã ngựa, suýt bỏ mạng ở ngoài thành Cẩm Châu. Về phía quân Kim trong thời gian này cũng xảy ra tranh chấp nội bộ, đại bối lặc Mãng Cổ Nhĩ Thái cũng vì cuộc tranh chấp với Hoàng Thái Cực xảy ra trong chiến dịch Đại Lăng Hà nên đã bị giáng chức. Trước chiến dịch, Hoàng Thái Cực rời doanh trước đi quan sát địch tình ở nội thành. Mãng Cổ Nhĩ Thái có nhiệm vụ đi tháp tùng đã yêu cầu ông bổ sung thêm tướng sĩ cho kỳ của mình nhưng đã bị từ chối. Mãng Cỗ Nhĩ Thái bất mãn không kiềm chế được mình đã cự cãi với Đại Hãn và ẩu đả (một hành động bộc trực đặc trưng của các dân tộc du mục) với Đức Cách Loại, người em cùng mẹ với mình đã lên tiếng chỉ trích thái độ phạm thượng của ông ta. Hoàng Thái Cực nhân cơ hội đó trở về doanh trướng triệu tập các bối lặc, tố cáo tội lỗi của Mãng Cổ Nhĩ Thái. Sau chiến dịch Đại Lăng Hà kết thúc, các bối lặc đề nghị xử tội Mãng Cỗ Nhĩ Thái, cách chức đại bối lặc, tước 5 ngưu lộc, phạt tiền 1 vạn lượng bạc. Hoàng Thái Cực mau mắn tán đồng đề nghị đó, do vậy đã trừ bỏ được thế lực này. Đối thủ chính trị trực tiếp thứ tư của Hoàng Thái Cực đã bị ông loại trừ, Hai trên ba vị Đại bối lặc ngồi ngang hang với Đại Hãn đã bị lật đổ, chỉ còn một mình Đại Thiện. Chiến dịch Đại Lãng hà kết thúc với một số thắng lợi thuộc về quân Kim nhưng vẫn chưa tạo được ưu thế bước ngoặt trên chiến trường.

## Tiếp tục xâm nhập

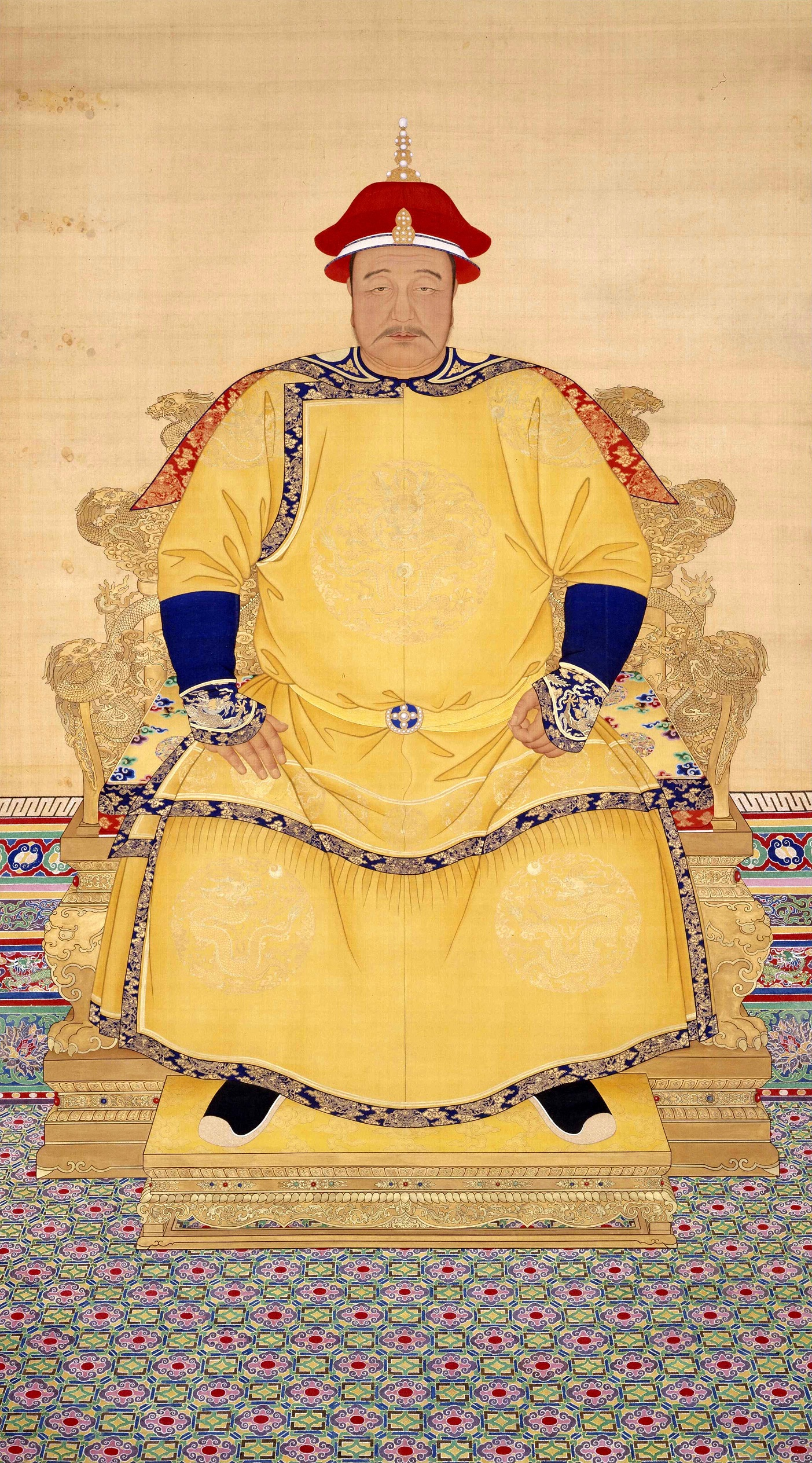
Hoàng Thái Cực

Năm thứ 6 niên hiệu Thiên Thông (1632), Hoàng Thái Cực tiếp tục đánh chiếm đất đai vùng biên cương của triều đình nhà Minh. Sau khi đạo quân của Hoàng Thái Cực tiến vào Quy Hóa (nay là thành phố Hô Hòa Đạo Đặc), ông vốn có ý định thọc sâu vào nội địa của triều nhà Minh, nên đã triệu tập các đại thần để bàn bạc về chiến sách. Qua bàn bạc, có 2 phướng án được lựa chọn, một công khai và một bí mật:
- Phương án công khai là dựa vào sĩ khí đang lên cao, sức chiến đấu đang mạnh, xua quân thọc sâu vào nội địa của triều Minh, thẳng tiến Bắc Kinh, buộc triều Minh thỏa hiệp. Sau đó, lại xua quân đến Sơn Hải quan phá hủy thủy môn tại đây rồi rút về để tạo thanh thế. Muốn thực hiện mục tiêu đó, phải xuất quân từ Nhạn Môn quan là tiện lợi nhất. Vì con đường này quân Minh thiếu sự đề phòng, cuộc hành quân sẽ không gặp trở ngại lớn. Hơn nữa, dọc đường đều là vùng dân cư giàu có, có thể "mượn" ngựa và lương thực của họ để dùng.
- Phương án thứ hai là mượn cớ nghị hòa để làm cho triều đình nhà Minh mất cảnh giác, rồi thừa cơ hành động một cách bất ngờ, để thực hiện sách lược chiếm thành chiếm đất, cho nên gọi nó là phương án "bí mật". Theo đó, quân Hậu Kim yêu cầu nghị hòa với triều Minh, giải giáp trở về, nhưng lấy lý do đường đi quá xa, đi bộ thì không biết chừng nào mới tới, nên cần mượn ngựa của nhà Minh để cho binh sĩ tạm dùng. Nếu nghị hòa thành công, thì sẽ tính theo giá ngựa hiện tại trả tiền lại cho những người đã cho mượn ngựa. Còn nghị hòa bất thành, đôi bên đánh nhau, nếu quân Kim chiếm được vùng đất biên cương này, thì sẽ miễn thuế nhiều năm cho bá tánh ở đây để bù lại những thiệt thòi do chiến tranh gây ra. Dù không thành công thì quân Kim sẽ viết thư trao cho các quan lại giữ biên cương của triều nhà Minh, để họ chuyển về nhà vua của họ, định kỳ hạn buộc họ trả lời. Với tình hình các văn thần của triều nhà Minh đang đấu đá với nhau, cũng như các tướng ở ngoài biên cương không thống nhất nhau, chắc chắn Minh triều sẽ không trả lời kịp thời hạn do quân Kim quy định. Đến chừng đó, quân Kim sẽ có cớ để ra quân đánh bất ngờ vào những nơi quân Minh thiếu phòng bị rồi thừa dịp đánh thốc luôn vào Bắc Kinh. Với kế sách này, thì Hoàng Thái Cực có thể xuất quân một cách danh chính, ngôn thuận.

Qua bàn bạc và cân nhắc, Hoàng Thái Cực chọn phương án thứ nhất, xuất quân đánh trực diện. Quân Kim tấn công nhiều lần vào Quy Hóa khiến cho quân Minh trấn thủ tại đây hoang mang. Năm thứ 7 niên hiệu Thiên Thông (1633), do lo sợ bị quân Minh tiểu trừ, Khổng Hữu Đức phái sứ đến xin Hậu Kim viện trợ. Hoàng Thái Cực nghe tin hết sức vui mừng, ông phái Phạm Văn Trình và một số tướng lãnh khác dẫn quân đi sách ứng. Phạm Văn Trình dựa vào tài năng của mình, dụ hàng thành công Khổng Hữu Đức. Hai tướng đốc vận lương thảo, đem 13.874 quân sĩ tới hàng. Hàng tướng Khổng Hữu Đức và Cảnh Trọng Minh về sau đã trở thành những võ tướng có công lao hãn mã trong việc dành thiên hạ cho nhà Thanh.
Năm 1635, Hoàng Thái Cực kéo quân về Thịnh Kinh (Thẩm Dương), gầy dựng thực lực để chuẩn bị quy mô cho việc đánh nhà Minh, tích cực chuẩn bi lực lượng chờ thời cơ thôn tính cả Trung Quốc. Đây cũng là giai đoạn ông thực hiện việc chỉnh đốn triều chính, lên ngôi, xưng đế, đổi tộc hiệu, quốc hiệu, xây dựng kinh đô cho đế chế Thanh. Chính vì vậy các hoạt động quân sự trong thời gian này tạm dừng. Về phía triều Minh, năm 1639 (năm Sùng Đức thứ tư), triều đình nhà Minh đã bổ nhiệm Hồng Thừa Trù chức vụ Tổng đốc Kế Liêu (Kế Châu và Liêu Đông), ông này một tướng lĩnh vừa có công trấn áp được những cuộc nông dân khởi nghĩa mà nổi tiếng là tham gia trấn áp nghĩa quân của Lý Tự Thành. Vị tổng đốc này cũng chủ trương "án binh bất động" nên quân Minh cũng không có hoạt động quân sự nào đáng kể.

## Giao tranh ở Cẩm Châu
Kể từ ngày Hoàng Thái Cực lên nối ngôi đến năm Sùng Đức thứ sáu (1641), trải qua hơn 15 - 16 năm, ông đã 3 lần xua quân đột nhập vùng quan nội nhưng vì không chiếm được Sơn Hải Quan và Cẩm Châu, nên luôn gặp trở lực trong hành động, khó thực hiện được ý định. Do vậy, Hoàng Thái Cực đã tập trung chĩa mũi giáo tiến công về phía Sơn Hải quan và Cẩm Châu, là nơi gây trở lực không cho ông tiến vào quan ải. Trong khi đó, triều nhà Minh cũng lên nhiều phương án để tăng cường tuyến phòng thủ then chốt này. Năm 1641 (năm Sùng Đức thứ sáu), quân Thanh bắt đầu hành động, phái quân bao vây Cẩm Châu. Tháng 7.1641, chỉ huy nhà Minh là Hồng Thừa Trù dẫn Ngô Tam Quế và một số tướng lãnh khác gồm 8 tổng binh và 13 vạn nhân mã kéo đến để chi viện cho Cẩm Châu. Đại quân tập hợp tại Ninh Viễn, rồi mới chia thành mấy cánh tiến chậm chạp về phía Hạnh Sơn và Tùng Sơn, với chiến pháp tiến chậm nhưng chắc để giành tháng lợi.
Tin thất thủ liên tiếp báo về Minh triều, Tư Tông hoàng đế bèn phong Hồng Thừa Trù làm kinh lược sứ, đem bọn Vương Phác, Tào Loan Giao, Mã Khoa, Ngô Tam Quế, Lý Phụ Minh, Đường Thông, Bạch Quảng Án, Vương Đình Thân, tổng cộng 8 viên quan tổng binh cùng với hơn 200 viên tham tướng thu bị và 13 vạn người ngựa tới Cẩm Châu. Minh quân đóng doanh tại phía bắc thành Tùng Sơn trên ngọn núi Nhú Phong. Đa Nhĩ Cổn được tin quân Minh binh thế lớn mạnh, sợ một mình địch không nổi bèn cho kỳ bài quan về Hưng Kinh cầu viện. Tuy vậy, vị Binh bộ Thượng thư mới được đưa lên giữ chức này là Trần Tân Giáp, lại cho rằng tiến quân chậm chạp như thế chỉ làm hao thêm lương thực, nên phái người tới giám trận, giám quân và đốc chiến cho Hồng Thừa Trù. Do chịu không nổi sự thôi thúc của số người này, nên Hồng Thừa Trù đã liều lĩnh bỏ lương thảo lại Bút Giá Cương bên ngoài Hạnh Sơn và Tháp Sơn thuộc vùng Ninh Viễn, chỉ dẫn 6 vạn binh mã tiến lên. Ông ra lệnh cho số binh mã còn lại, cấp tốc bám theo mình. Khi Hồng Thừa Trù đến vùng Tùng Sơn và Hạnh Sơn, thì cho kỵ binh đóng ở 3 mặt đông, nam và tây của núi Tùng Sơn, còn bộ binh thì bố phòng tại Khổng Phong Cương, nằm cách Cẩm Châu 6 - 7 dặm đường, xây hào lũy đối diện với quân Thanh.
Hoàng Thái Cực được tin triều nhà Minh phái viện binh đến, thì vào tháng 8.1641, ông dẫn đại quân từ Thẩm Dương đến hạ trại đóng tại vùng đất giữa Tùng Sơn và Hạnh Sơn, cắt đứt sự liên hệ của quân Minh giữa 2 khu vực này, đồng thời cũng cắt đứt đường rút lui của Hồng Thừa Trù. Tiếp đó, Hoàng Thái Cực lại cho quân đi đoạt hết lương thực tại núi Tháp Sơn. Hồng Thừa Trù hoàn toàn bị động, và bị vây khốn tại Tùng Sơn. Hơn nửa năm sau, do Hồng Thừa Trù bị bộ hạ bán đứng, mở cửa thành cho quân Thanh tiến vào, nên ông bị bắt sống. Năm 1641, Đa Đạc tham gia trận Tùng Cẩm (松錦之戰), và dẫn quân Thanh bao vây Cẩm Châu ở giai đoạn đầu của trận chiến. Sau cùng, ông dẫn một đội quân phục kích để quét sạch tàn quân Minh ở Tùng Sơn, tiếp theo cùng Túc thân vương Hào Cách (豪格) vây khốn Tùng Sơn, bắt giữ Kế Liêu tổng đốc Hồng Thừa Trù (洪承疇) của triều Minh. Do có công lao nên Đa Đạc được thăng làm "Đa La Dự Quận vương".

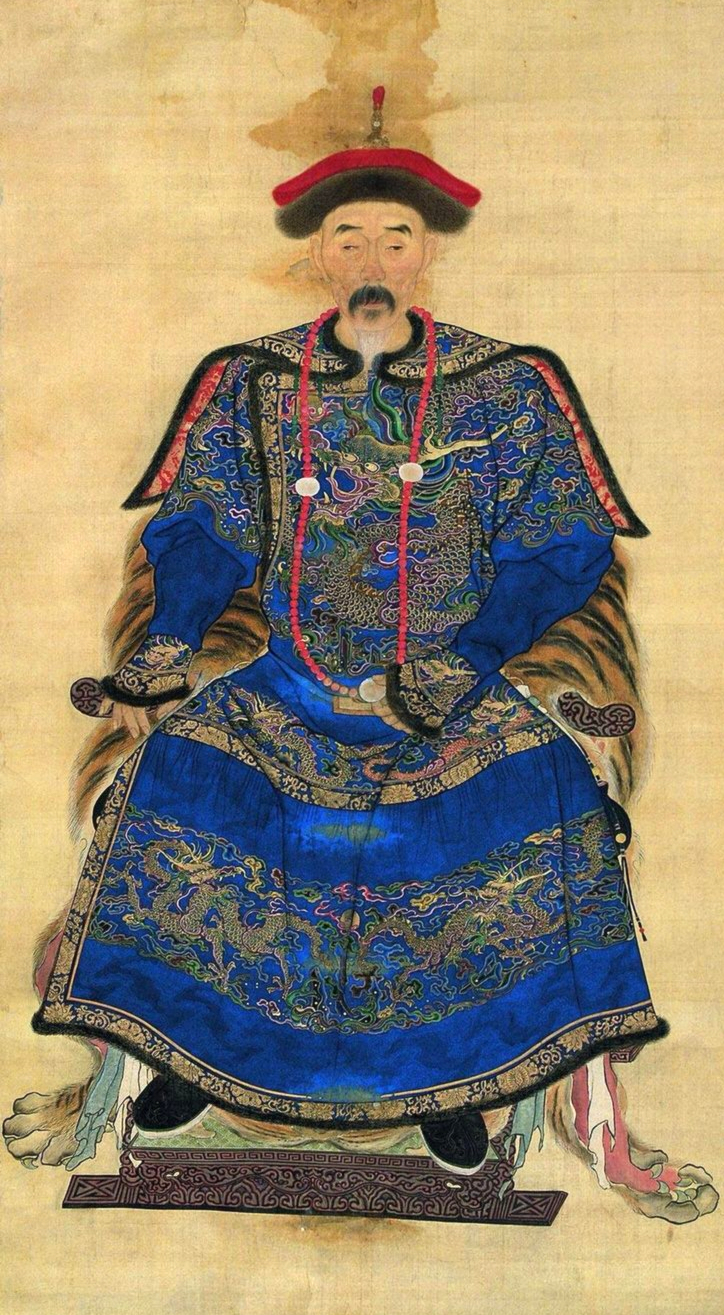
Hồng Thừa Trù

Hoàng Thái Cực biết Hồng Thừa Trù sẽ là người có tác dụng hết sức to lớn đối với việc mình tiến vào làm chủ Trung Nguyên, nên đã cho người tiếp đãi ông ta thực tốt. Mặt khác, ông lại cho người tới để dụ hàng Hồng Thừa Trù. Có nhiều giả thiết về cuộc chiêu dụ này. Một giả thuyết cho rằng, Phạm Văn Trình đến chỗ giam giữ Hồng Thừa Trù, ông này biết đối phương đến để làm gì, nên to tiếng mắng Phạm Văn Trình là người không có xương sống, cúi đầu để phụng sự cho nhà Thanh, cam tâm làm chó săn cho người. Ông còn tỏ ra quyết liệt chết để tận trung báo quốc, chứ không chịu quỳ gối đầu hàng. Phạm Văn Trình không đi tranh biện với ông, chỉ nói qua với ông một số chuyện cổ kim cũng như chuyện sống chết, được mất. Trong khi đôi bên đang nói chuyện, thì từ trên nóc nhà bỗng có một cục bụi bẩn rơi xuống áo của Hồng Thưa Trù. Hồng Thừa Trù bèn lấy tay phủi bụi bẩn đó. Hành động này của ông được Phạm Văn Trình nhìn thấy, nên trong lòng đã có sự tính toán riêng.
Phạm Văn Trình liền từ giã Hồng Thừa Trù, đến tâu với Hoàng Thái Cực rằng Hồng Thừa Trù chắc chắn sẽ không liều chết vì sống trong cảnh ngộ như thế này, mà ông ta còn tỏ ra thương tiếc chiếc áo của mình đến như vậy, thì huống hồ chi là tính mạng của bản thân. Hoàng Thái Cực nghe qua lấy làm vui mừng, đích thân đến ngục thất để thăm Hồng Thừa Trù. Nhà vua thấy Hồng Thừa Trù chỉ mặc một chiếc áo đơn phong phanh, liền cởi chiếc áo da lông chồn của mình ra, đích thân khoác vào người cho Hồng Thừa Trù, rồi quan tâm hỏi han làm cho Hồng Thừa Trù hết sức xúc động và ngạc nhiên nhận thấy Hoàng Thái Cực là một vị chúa độ lượng, phi phàm sau đó dập đầu xin hàng.
Một giả thuyết khác cho rằng đích thân Hoàng hậu đã xuống nhà lao để khuyên lơn an ủi. Theo giải thuyết này thì khi Hồng Thừa Trù bị bắt đưa đến Thịnh Kinh, đã tuyệt thực liên tiếp mấy hôm, thề sẽ chết để tỏ lòng trung thành. Nhưng sau khi Phạm Văn Trình biết được ông không quyết tâm chết, thì Hoàng Thái Cực bèn sai người tiếp xúc tìm đủ cách khuyên ông đầu hàng, nhưng ông vẫn cự tuyệt không nghe. Về sau, Hoàng Thái Cực qua sự tiết lộ của một số người đầu hàng, biết Hồng Thừa Trù là người háo sắc, nên đã phái từng nhóm mỹ nữ đến để quyến rũ nhưng cũng không có hiệu quả. Cuối cùng, Hoàng Thái Cực phái người ái thiếp xinh đẹp nổi tiếng một thời của mình là Bát Nhĩ Tế Cát Đặc thị (Bác Nhĩ Tế Cẩm thị) mang theo một bình nước nhân sâm nhỏ tới gặp Hồng Thừa Trù. Bát thị nhìn thấy ông này đang ngồi quay mặt vào vách, không ngớt khóc lóc, cố khuyên lơn thế nào cũng không nghe. Bát thị không khỏi động lòng trắc ẩn, nói với một thái độ đầy chân tình. Với những lời nói của Bát thị nghe thật ngọt ngào, tình cảm rất chân thật, lại đưa bình nước sâm lên tận môi, Hồng Thừa Trù rốt cục không cưỡng lại được mùi thơm ngon của nước sâm, nên đã uống liên tiếp. Mấy ngày sau, Bát thị cũng đến khuyên lơn và mang cả thức ăn ngon dâng cho Hồng Thừa Trù. Dần dần, Hồng Thừa Trù thay đổi ý định, bắt đầu chịu ăn cơm và đã đầu hàng.

## Hưu chiến
Việc chiêu hàng được Hồng Thừa Trù có ý nghĩa lớn, từ đây quân Kim đã thỏa sức tung hoành ở mặt trận Liêu Đông, tuy vậy họ vẫn chưa thể vượt qua chướng ngại quan trọng là Sơn Hải quan. Sơn Hải quan lúc này do Ngô Tam Quế trấn thủ. Tuy nhiên, năm 1643, Sấm vương Lý Tự Thành công phá thành Bắc Kinh. Sùng Trinh hoàng đế tự vẫn ở Môi Sơn. Lý Tự Thành vào cung, tự xưng là Đại Thuận hoàng đế, chiếm đoạt toàn bộ kho báu nhà Minh. Được tin Lý Tự Thành đã chiếm được Bắc Kinh, đoạt người đẹp Trần Viên Viên, Ngô Tam Quế hết sức bất mãn và quyết định mở cửa thành Sơn Hải Quan đầu hàng Mãn Châu. Quân Thanh lập tức tràn vào Sơn Hải quan, chiếm cứ các vị trí quan trọng. Hoàng Thái Cực liền phong ngay cho Ngô Tam Quế làm tiên phong, để đưa quân về Bắc Kinh trả thù. Ngô Tam Quế nhanh chóng đánh đuổi quân Lý Tự Thành, thế mạnh như chẻ tre. Lý Tự Thành chạy về hướng núi Cửu Cung rồi mất tích ở đó.
Trong lúc này, Hoàng Thái Cực cũng chuẩn bị những chiến dịch quân sự để xâm chiếm nhà Minh, nhưng không may trong năm này, ông mất trong khi chuẩn bị cuộc chinh phạt. Dù vậy, với thời và thế đã có, quân Thanh vẫn tiếp tục tấn công mãnh liệt, những người kế vị của Hoàng Thái Cực vẫn vững bước trên con đường ông đã chọn, không bỏ lỡ cơ hội, kiên quyết tấn công và cuối cùng vào năm 1646, nhà Thanh đã tiêu diệt được nhà Minh, trở thành một triều đại cai trị tại Trung Quốc cho đến năm 1911.
Trong cuộc chiến tranh giữa Mãn Châu và nhà Minh trong thời gian trị vì của Hoàng Thái Cực, ban đầu, với ưu thế pháo binh của mình, nhà Minh liên tục đẩy lùi người Mãn Châu, trong các năm 1627 và 1629. Tuy nhiên, họ không thể chiếm lại được quyền kiểm soát của mình đối với các vùng đất mà người Mãn Châu chiếm giữ. Từ năm 1629 về sau này, nhà Minh dần đến bờ vực của sự sụp đổ với những vụ tranh giành quyền lực bên trong và những vụ tấn công tiên tiếp ở miền bắc từ phía người Mãn Châu; Hoàng Thái Cực đã chủ động chuyển sang chiến thuật đột kích nhằm tránh đối mặt với quân đội Minh trong những trận chiến lớn với ý đồ tiêu diệt dần sinh lực của nhà Minh.
Không thể tấn công trực tiếp vào đầu não nhà Minh, người Mãn Châu chờ đợi cơ hội của mình, phát triển pháo binh của riêng họ và thành lập các liên minh. Hoàng Thái Cực lại có được các quan chức trong triều nhà Minh làm quân sư cho mình vào năm 1633 họ hoàn thành việc chinh phục Nội Mông, dẫn tới việc tuyển được một số lượng lớn lính Mông Cổ dưới cờ Mãn Châu, cùng với các cuộc cải cách về quân sự, thực lực của quân Thanh đã phát triển và chiếm được một con đường nữa dẫn tới trung tâm đế chế Minh.
Trong cuộc chiến ác liệt này, tổn thất về nhân mạng là rất lớn, quân và dân của nhà Minh thì thiệt mạng trước các cuộc càn quét của kỵ binh Bát kỳ. Nhưng đổi lại, không ít chiến binh Mãn Châu cũng đã thiệt mạng dưới hỏa lực của quân Minh. Tổn thất về vật chất cũng đáng kể, trong giai đoạn này, nhiều thành trì, đường sá, cầu cống cũng bị thiệt hại do các hoạt động quân sự của hai bên, đặc biệt là thiệt hại nặng nề cho nhà Minh vì chiến sự chủ yếu diễn ra tại Trung Quốc.
Nói chung, dù Hoàng Thái Cực có chết một cách đột ngột nhưng những hoạt động quân sự của ông vẫn có ý nghĩa lớn lao. Trước hết, qua hàng loạt chiến dịch, quân Thanh đã chiếm được thế chủ động về quân sự tại vùng Đông Bắc đẩy nhà Minh vào thế chống trả bị động, ngày càng lùi sâu vào nội địa. Cũng qua các chiến dịch quân sự này mà quân Mãn Châu đã rút kinh nghiệm trong việc đối phó với hỏa lực của quân Minh, họ đã có ý thức phát triển pháo binh để công thành, đồng thời phát triển nhiều chiến thuật và phương tiện để đánh chiếm các công sự (bằng việc sử dụng nhiều binh lính người Hán có kinh nghiệm). Cũng qua những chiến dịch của Hoàng Thái Cực, nhiều thành trì, công sự của nhà Minh xây dựng đã bị phá hủy ví dụ như Vạn Lý trường thành, thành Cẩm Châu, thành Đại Lãng Hà và nhiều thành khác. Tuy nhiên thành trì vững vàng nhất là Viên Sùng Hoán đã bị loại trừ bằng một kế ly gián.

## Vượt qua trường thành

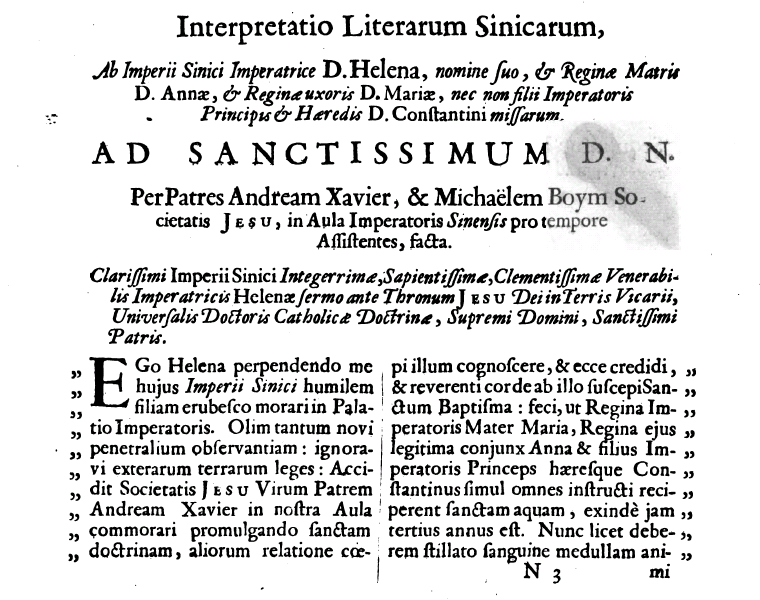
Thư từ Thái hậu nhà Minh Helena Wang theo Ki-tô giáo, mẹ Vĩnh Lịch Đế gửi Giáo hoàng Thành Vatican để nhờ giúp chống quân xâm lược Mãn Thanh tháng 11 năm 1650; Michał Boym dịch sang tiếng Latin

Lý Tự Thành khởi loạn, chống nhà Minh, năm 1642 tiến binh về Bắc Kinh của nhà Minh, đến năm 1644 thì chiếm được kinh thành, vua Minh Tư Tông tự vẫn tại núi Môi Sơn. Sau khi chiếm Bắc Kinh vào tháng 4.1644, Lý Tự Thành dẫn đầu một đội quân mạnh gồm 600.000 người chiến đấu với Ngô Tam Quế, vị tướng chỉ huy lực lượng đồn trú 100.000 lính bảo vệ Sơn Hải quan (山海關) của nhà Minh. Lý Tự Thành nhập kinh, lên ngôi hoàng đế, lấy quốc hiệu là Đại Thuận. Lý Tự Thành có chiếm và làm nhục người thiếp của Ngô Tam Quế là Trần Viên Viên, còn giết cha của Quế. Ngô Tam Quế vốn là tướng nhà Minh trấn phòng quân Thanh, nay thấy Lý Tự Thành như vậy, tức giận, cầu viện nhà Thanh đánh Lý Tự Thành. Khi nhà Thanh hay tin, Đa Nhĩ Cổn bèn đem quân vượt qua Sơn Hải quan, tiến về kinh đô nhà Minh phối hợp với quân Ngô Tam Quế.
Năm 1644, Tổng binh Sơn Hải Quan Ngô Tam Quế đề nghị quân Thanh liên minh nhằm đánh lại quân Lý Tự Thành. Nhận thấy đây là một cơ hội ngàn vàng để thâm nhập Trung nguyên, Đa Nhĩ Cổn chỉ huy quân Thanh tiến vào quan ải, hợp binh với Ngô Tam Quế đánh bại Lý Tự Thành. Năm Thuận Trị thứ 1 (1644), Đa Đạc theo nhiếp chính vương Đa Nhĩ Cổn nhập Sơn Hải quan, đánh bại quân Đại Thuận của Lý Tự Thành, chiếm lĩnh Bắc Kinh. Bản thân Đa Đạc được tiến phong làm thân vương, phong chức "Định Quốc đại tướng quân" (定國大將軍). Cùng với Khổng Hữu Đức (孔有德) và Cảnh Trọng Minh (耿仲明), Đa Đạc suất hơn 20 vạn quân Mãn-Hán từ Hà Nam tiến đến Thiểm Tây truy kích quân Đại Thuận. Cuối cùng cũng đã diệt được Lý Tự Thành, tiến vào trung nguyên. Sau khi chiếm được thành Bắc Kinh, ông cùng các quan lại nhà Thanh làm đại lễ đăng quang cho Thuận Trị tại Tử Cấm thành. 

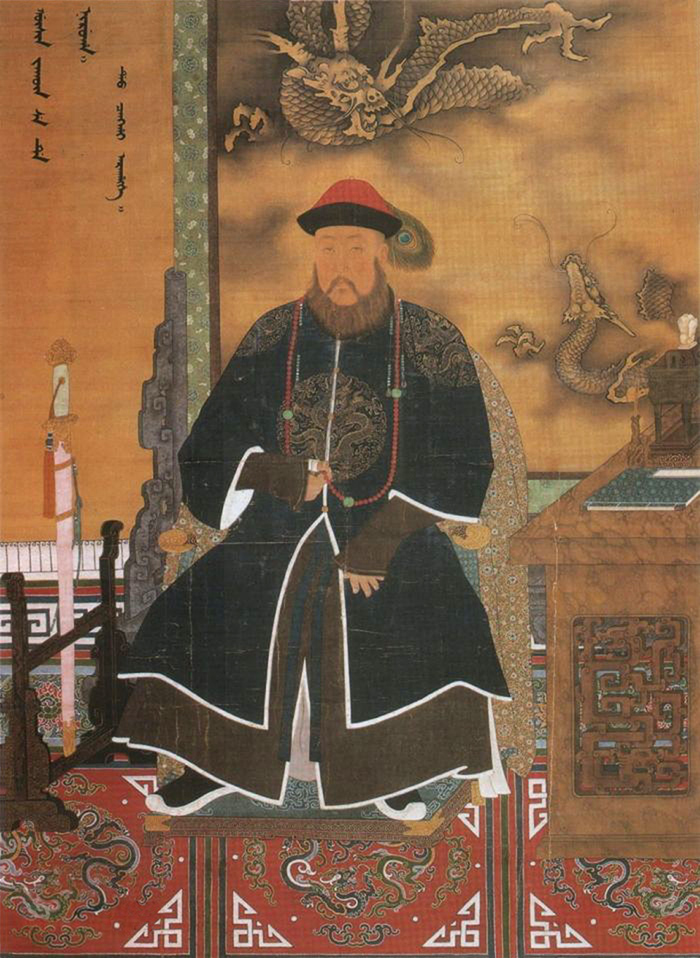
Đa Nhĩ Cổn

Quân Thanh còn tiến binh chiếm các tỉnh thành của Trung Hoa, rồi thống nhất Trung Quốc, đưa Phúc Lâm đến Bắc Kinh làm hoàng đế Trung Hoa. Tháng 1.1645, Đa Đạc đã chiếm được Đồng Quan và Tây An, sang tháng 2 lại phụng mệnh nam hạ để tiêu diệt Nam Minh (tàn dư của nhà Minh). Trong tháng thứ tư, Đa Đạc đã chiếm được Dương Châu và hành hình tướng trấn thủ của Nam Minh là Sử Khả Pháp, sau đó Đa Đạc ra lệnh tiến hành đốt giết toàn thành Dương Châu trong 10 ngày, lịch sử gọi là Dương Châu thập nhật (揚州十日). Vào tháng sau đó, quân của Đa Đạc vượt Trường Giang và chiếm kinh sư Nam Kinh của Nam Minh, bắt giữ Nam Minh Hoằng Quang đế Chu Do Tung. Trong tháng 6, Đa Đạc phái binh bình định Giang Chiết, rồi trở về Bắc Kinh, được ban tước "Hòa Thạc Đức Dự thân vương" (和碩德豫親王).
Từ đó, người Hán ở miền Bắc Trung Quốc sống dưới sự thống trị của người Mãn Châu. Bên cạnh đó, với lý do thiên hạ còn chưa yên, Đa Nhĩ Cổn sai các tướng nhà Minh tiếp tục đi đánh dẹp các thế lực nhà Nam Minh và quân khởi nghĩa chống Thanh, dưới sự kiểm soát của ông. Giao ước liên minh thực chất bị xóa bỏ, không lâu sau, khi các thế lực chống Thanh bị dẹp yên về cơ bản, ông phong các tướng lĩnh nhà Minh đầu hàng chức quan của nhà Thanh, buộc cạo nửa đầu thắt bím, hợp thức hóa quyền thống trị của nhà Thanh trên toàn cõi Trung Hoa. Cũng với biện pháp này, ông buộc tất cả mọi người dân Hán dưới quyền kiểm soát của nhà Thanh đều phải cạo đầu thắt bím, tuần tự đồng hóa với người Mãn Châu. Những nơi chống đối, ông cho thực hiện những biện pháp tàn sát để buộc người dân phải quy phục. Tuy nhiên, phong trào kháng Thanh vẫn tiếp diễn trong nhiều năm dưới danh nghĩa của con cháu nhà Minh.
Tại Chiết Giang, năm 1645 Lỗ vương Chu Dĩ Hãi được các tướng Trương Hoàng Ngôn và Trương Danh Chấn trợ giúp kháng Thanh, năm 1646 thì tàn dư của Lý Tự Thành đầu hàng nhà Minh. Cùng thời điểm này tại Phúc Kiến được sự hỗ trợ của tổng binh Trịnh Chi Long, Đường vương Chu Duật Kiện lên ngôi hoàng đế tại Phúc Kinh (Phúc Châu) lấy niên hiệu Long Vũ tạo ra sự phân liệt trong lực lượng kháng Thanh. Quân Thanh tấn công Chiết Giang tiêu diệt chính quyền Lỗ vương sau đó thừa thắng tiến công Phúc Kiến tháng 6.1646. Trịnh Chi Long nắm trong tay lực lượng thủy quân hải quân tinh nhuệ nhưng lại nghĩ đến chuyện an nhàn và bị sứ giả Mãn Thanh thuyết phục đã đem lực lượng đầu hàng quân Thanh bất chấp sự khuyên can của con trưởng Trịnh Thành Công. Phúc Kinh thất thủ vào tháng 8, chính quyền Long Vũ diệt vong.
Tháng 11.1646, Quế vương Chu Do Lang được các cựu thần nhà Minh lập làm vua niên hiệu Vĩnh Lịch tại Triệu Khánh, Quảng Đông tiếp tục kháng Thanh. Sau khi chính quyền Lỗ vương diệt vong, Trương Hoàng Ngôn và Trương Danh Chấn tiếp tục chiến đấu tại Chiết Giang. Trịnh Thành Công tại Phúc Kiến cũng tập hợp lực lượng kháng Thanh. Tháng 8.1650, Trịnh Thành Công giải phóng Hạ Môn (Ma Cao) và xây dựng, phát triển lực lượng quân sự. Trịnh Thành Công phối hợp với Trương Danh Chấn và Trương Hoàng Ngôn tại Chiết Giang đánh phá huyện thành, tăng cường các hoạt động chống đối chính quyền Mãn Thanh. Cũng trong thời gian này, thủ lĩnh Đại Tây quân Lý Định Quốc, Tôn Khả Vọng, Lưu Văn Tú liên kết với chính quyền Vĩnh Lịch kháng Thanh tại Quảng Đông, Quý Châu, Vân Nam, Quảng Tây, Tứ Xuyên.
Lý Định Quốc phối hợp với quân Nam Minh Vĩnh Lịch đánh phá quân Thanh tại Quảng Đông, Quảng Tây, Hồ Nam. Tháng 6.1652, Lý Định Quốc đánh chiếm Toàn Châu. Ngày 4.07 đánh chiếm Liễu Châu giết Khổng Hữu Đức. Khí thế quân Nam Minh như trẻ tre. Sau đó, Lý Định Quốc tiếp tục đánh bại quân Thanh tại Hành Dương. Cũng trong năm này, Trịnh Thành Công giành chiến thắng đánh bại Trần Cẩm tại cầu Giang Đông (Phúc Kiến), tuy nhiên vây đánh Chương Châu không thành công. Sau những chiến thắng này, quân Nam Minh không thống nhất trong hành động. Hoàng đế Vĩnh Lịch không có hành động nào hỗ trợ các cánh quân kháng Thanh mà chỉ dựa vào lực lượng kháng chiến.

## Dẹp Tam phiên
Việc Khang Hi trừ bỏ Ngao Bái khiến nhiều quan lại chính trực rất vui mừng và khâm phục. Tuy trong triều đã yên nhưng tình hình bên ngoài còn nhiều việc. Lãnh thổ Trung Quốc chưa hoàn toàn được thống nhất, vẫn còn nguy cơ để lại từ cuối thời Minh: đó là "tam phiên" tức 3 vị vương từng là hàng tướng của nhà Minh gồm có Bình Tây vương Ngô Tam Quế ở Vân Nam, Bình Nam vương Thượng Khả Hỷ ở Quảng Đông và Tĩnh Nam vương Cảnh Tinh Trung ở Phúc Kiến; Trịnh Thành Công vẫn chiếm giữ Đài Loan, vua Nga là Sa Hoàng nhiều lần gây chiến ở biên giới. Vì vậy từ khi chính thức trực tiếp nắm quyền hành, Khang Hi đã tự mình viết tấm biển "tam phiên, hà vụ, tào vận" để đặt ra nhiệm vụ giải quyết những mối lo của triều đình.
Tam phiên có địa bàn cai quản rộng lớn, thế lực ngày càng mạnh, lại là tướng cũ của nhà Minh, trở thành mối lo với nhà Thanh, do đó Khang Hi quyết tâm trừ bỏ. Tháng 3.1673, Bình Nam vương Thượng Khả Hỷ tuổi cao sức yếu dâng thư lên triều đình xin được về hưu dưỡng lão và xin cho con là Thượng Chi Tín kế chức. Khang Hi nắm được cơ hội bắt đầu trừ bỏ tam phiên, bèn đồng ý với thỉnh cầu từ chức của Khả Hỷ, nhưng không cho Chi Tín kế vị.
Lúc đó con trai Ngô Tam Quế là Ngô Ứng Hùng đang ở Bắc Kinh đã nhanh chóng đưa tin về Vân Nam. Tháng 7 năm đó, tin tức đưa tới miền nam. Ngô Tam Quế và Cảnh Tinh Trung thấy Khang Hi đồng ý với đề nghị rút lui của Thượng Khả Hỷ, lấy làm lo lắng, bèn đồng loạt viết thư xin cáo lão. Các đại thần cho rằng Ngô Tam Quế và Cảnh Tinh Trung không thực lòng rút lui, khuyên ông không nên phê chuẩn vì sẽ gây biến loạn.

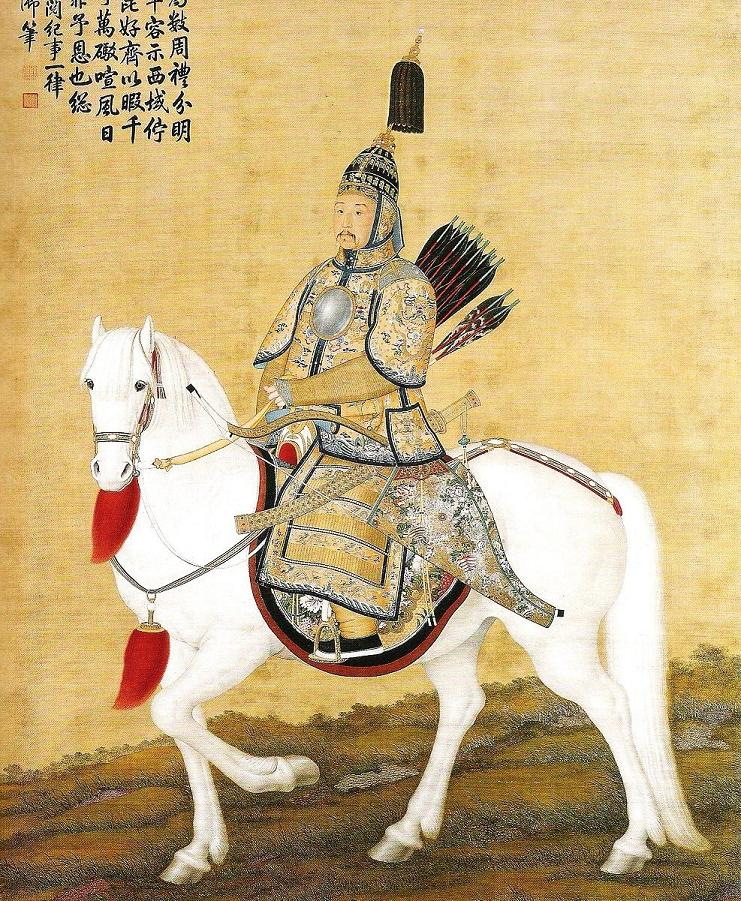
Khang Hi, vị vua hoàn thành đại nghiệp

Trong khi đó, chỉ có số ít đại thần đồng tình với ý định triệt phiên của Khang Hi như Thượng thư bộ Hộ là Mễ Tư Hàn, Thượng thư bộ Hình là Mạc Lạc, Thượng thư Bộ Binh là Minh Châu. Khang Hi muốn nhân cơ hội này trừ bỏ tam phiên nên chấp thuận luôn, và sai Bác Nhĩ Khẳng, Chiết Mại Lễ tới Vân Nam, sai Lương Thanh Tiêu tới Quảng Đông, Trần Nhất Bỉnh tới Phúc Kiến để thi hành mệnh lệnh, thúc giục tam vương rời bỏ ngôi vị.
Thấy rõ ý định của Khang Hi muốn trừ bỏ mình, Ngô Tam Quế bèn cầm đầu tam vương khởi sự chống lại nhà Thanh. Tam Quế viết thư cho Phúc Kiến và Quảng Đông đề nghị cùng khởi binh với danh nghĩa "phục Minh diệt giặc", tự xưng là "thiên hạ đô chiêu thảo binh mã đại nguyên soái". Thượng Chi Tín và Cảnh Tinh Trung đều hưởng ứng. Con Trịnh Thành Công là Trịnh Tuyền cũng nhân dịp đó mang quân từ đảo Đài Loan vào đất liền đánh chiếm Ôn châu, Tuyền châu, Chương châu,...
Quân nổi dậy của Ngô Tam Quế nhanh chóng chiếm giữ Nguyên châu, Thường Đức rồi tiến vào Tứ Xuyên. Tam Quế đích thân tới Thường Đức, Lễ châu chỉ huy chiến trận.
Trước thế mạnh của tam vương, một số đại thần nhà Thanh khuyên Khang Hi theo nếp cũ của Hán Cảnh Đế từng chém Triều Thố để yên lòng Ngô vương Lưu Tỵ khi mới xảy ra loạn bảy nước, vì vậy nên chém những người đồng tình triệt phiên như Mễ Tư Hàn, Mạc Lạc và Minh Châu để làm vừa lòng tam phiên. Nhưng Khang Hi kiên quyết phản đối chủ trương đó, vì ông đã thấy trong quá khứ sau khi Hán Cảnh Đế chém Triều Thố, Lưu Tỵ vẫn không giải binh. Vì vậy ông tuyên bố một mình chịu trách nhiệm việc triệt phiên, và lệnh bắt giam con cháu Ngô Tam Quế ở Bắc Kinh là Ngô Ứng Hùng, Ngô Thế Lâm.
Giữa lúc đó Ngô Tam Quế thông qua Đạt Lại Lạt Ma gửi thư tới Khang Hi yêu cầu cho mình được cát cứ phía nam Trường Giang. Khang Hi bác bỏ đề nghị cát cứ nam Trường Giang của Tam Quế, ra lệnh chém Ngô Ứng Hùng và Ngô Thế Lâm. Ngô Tam Quế thúc quân tấn công 30 thành trì vùng Giang Tây. Thủ hạ của Tam Quế là Vương Bỉnh Phiên tấn công vào Thiểm Cam – hậu phương nhà Thanh. Tháng 1.1675, con nuôi Ngô Tam Quế là Vương Phụ Thần đang làm Đề đốc Thiểm Tây mang quân chiếm Bình Lương. Được Vương Bính Phiên trợ giúp, Vương Phụ Thần chiếm được Thái châu, Lan Châu, Củng Xương, Định Biên. Ngô Tam Quế tuyên bố sẽ chiếm Kinh châu để tiến vào Bắc Kinh.
Trong lúc đó, Cảnh Tinh Trung và Thượng Chi Tín cũng ra quân hưởng ứng Ngô Tam Quế.
Trước tình hình biến loạn, Khang Hi vẫn bình tĩnh chỉ huy cuộc chiến. Ông xác định Ngô Tam Quế cầm đầu cuộc nổi dậy, chỉ cần tập trung lực lượng diệt Ngô Tam Quế. Vì vậy ông tận dụng mâu thuẫn giữa Cảnh Tinh Trung và Trịnh Kinh, ra chiếu gửi Quảng Đông và Phúc Kiến, chấp thuận cho Thượng Chi Tín và Cảnh Tinh Trung tiếp tục làm vương. Đồng thời, ông điều quân Thanh đánh bật quân Đài Loan bị cô lập ra khỏi đại lục.
Năm 1677, Thượng Khả Hỷ vì mâu thuẫn với Ngô Tam Quế, buồn bực lâm bệnh qua đời. Quân hai xứ Phúc Kiến, Quảng Đông sau khi gặp một số bất lợi bèn chấp nhận yêu cầu của Khang Hi, dâng sớ chấp nhận bãi binh. Yên được hai phía, Khang Hi tập trung lực lượng đối phó với Ngô Tam Quế. Tuy đồng ý trên giấy tờ, 2 xứ này vẫn chưa chịu hoàn toàn thần phục.
Thấy vai trò quan trọng của Vương Phụ Thần trong việc giúp lực lượng Ngô Tam Quế phát triển, Khang Hi dùng sách lược vừa đánh vừa dụ. Ông sai con Phụ Thần tới hàng quân Vân Nam, rồi sai Đồ Hải mang quân tới chống Phụ Thần. Phụ Thần trúng kế điệu hổ ly sơn của Đồ Hải, bị hao binh tổn tướng. Bị quân Thanh vây hãm lâu ngày, Vương Phụ Thần hết lương phải ra hàng triều đình.
Quân Thanh chiếm lại trọng điểm Bình Lương khiến Ngô Tam Quế ở Thiểm Tây bị thất thế. Sang năm 1678, quân Thanh giành thắng lợi, đánh chiếm lại Thiểm Tây. Một số tướng lĩnh của Tam Quế là Lâm Hưng Chu, Hàn Đại Nhiệm xin hàng nhà Thanh. Cùng lúc Vương Kiệt Thư đánh bại quân Ngô ở Giang Tây và Chiết Giang khiến Cảnh Tinh Trung không còn ngoại viện, thế cùng phải xin hàng.
Thế cục đã thay đổi, Ngô Tam Quế phải rút về chỉ còn giữ được Vân Nam. Nhưng đầu năm 1678 Ngô Tam Quế vẫn cố xưng đế hiệu ở Hành Dương, đặt quốc hiệu là Chu. Chỉ 5 tháng sau Tam Quế già yếu mắc bệnh qua đời. Cháu Tam Quế là Ngô Thế Phan kế vị.
Năm 1680, Khang Hi điều 3 cánh quân tấn công Vân Nam. Ngô Thế Phan thất bại liên tiếp, quân Thanh chiếm được Côn Minh. Thế Phan bị dồn vào đường cùng, phải uống thuốc độc tự sát. Sang năm 1681, Khang Hi hoàn toàn dẹp được Vân Nam, chấm dứt loạn Tam phiên.

## Chiếm Đài Loan
Sau khi dẹp xong tam vương, Khang Hi tính tới việc thu hồi Đài Loan bị dòng họ Trịnh Thành Công thống trị trong nhiều năm. Cha Thành Công là Trịnh Chi Long đã hàng nhà Thanh nhưng Thành Công vẫn một lòng thờ nhà Minh, không thần phục nhà Thanh. Năm 1662, Trịnh Thành Công được sự giúp sức của Hà Đình Bân (phiên dịch cho người Hà Lan), đánh đuổi người Hà Lan trên đảo, giải phóng Tây Nam Đài Loan.
Sau khi Trịnh Thành Công chết, họ Trịnh truyền 3 thế hệ qua Trịnh Kinh tới Trịnh Khắc Sảng vẫn giữ Đài Loan. Theo đề nghị của tổng đốc Phúc Kiến là Diêu Khải Thánh, Khang Hi quyết định tấn công Đài Loan nhân có tranh chấp trong nội tộc họ Trịnh. Ông sai Diêu Khải Thánh đánh Đài Loan. Khải Thánh thi hành chính sách vừa đánh vừa dụ của Khang Hi, kết quả dụ được 13 vạn dân Đài Loan quy phục. Theo sự tiến cử của Diêu Khải Thánh, Khang Hi bất chấp sự phản đối của nhiều người, sai thủ hạ cũ của Trịnh Thành Công là Thi Lang làm đề đốc thủy sư Phúc Kiến phụ trách việc đánh Đài Loan. Nhưng sau khi nhận chức, Thi Lang lại bất đồng quan điểm với Diêu Khải Thánh về việc tiến quân. Khang Hi cho Thi Lang toàn quyền quyết định việc chiến dịch đánh Đài Loan.
Mùa hè năm 1683, Thi Lang ra quân một trận đánh bại quân chủ lực họ Trịnh, chiếm được Bành Hồ. Thế cùng, tháng 8 năm đó họ Trịnh xin đầu hàng. Tháng 6 năm Khang Hy thứ 22 (1683), Thi Lang xuất phát từ Đồng Sơn tiến đánh một vài đảo nhỏ như Đảo Hoa, Đảo Miêu và Đảo Thảo làm căn cứ hậu cần. Nhân có gió nam, Thi Lang thừa cơ chỉ huy hạm đội chiến thuyền tiến tới Bát Trác. Tướng nhà Trịnh là Lưu Quốc Hiên đồn trú tại Bành Hồ, để đảm bảo việc bố phòng vững chắc đã cho xây tường men theo ven bờ, sai người cắm chông nhọn, trải dài hơn 20 dặm, hình thành tuyến phòng thủ kiên cố. Thi Lang lệnh cho phó tướng Lý Lam dùng thuyền tiến công quân Trịnh trú đóng ở đó. Bên Trịnh cũng nhân lúc thủy triều đang lên, cho chiến thuyền từ bốn phía đánh ập vào quân Thanh. Thi Lang đi thuyền lầu, đột nhập vào trận địa quân Trịnh, do dẫn đầu hạm đội nên bị quân Trịnh nã tên vào, không may một mũi tên vô tình bắn trúng vào một mắt của Thi Lang, dù đang bị trọng thương nhưng ông vẫn vững vàng chỉ huy đốc chiến, liên tục nâng cao sĩ khí binh sĩ.
Tổng binh Ngô Anh lên thay Thi Lang tiếp tục kiên trì đốc thúc quân sĩ tử chiến, sau mấy ngày chiến đấu ác liệt, quân Thanh cũng chiếm được hai đảo Hổ Tịnh và Thùng Bàn. Tiếp đến, Thi Lang đưa 100 chiến thuyền, chia làm 2 cánh đông tây, cử các tổng binh là Trần Mãng, Ngụy Minh, Đổng Nghĩa, Khang Ngọc chỉ huy quân lính. Phía đông tiến đánh đèo Kê Lộng, núi Tứ Giác. Phía tây, tiến đánh vịnh Ngưu Tâm, nhằm phân tán lực lượng quân Trịnh. Thi Lang đích thân chỉ huy sáu chiến thuyền, chia làm tám đoàn, phía sau còn có 80 chiếc khác theo sát, giương buồm xông tới. Quân Trịnh xông trận chống cự, tổng binh Lâm Hiền, Chu Thiên Quý đích thân đưa quân đi tiên phong. Không may, Chu Thiên Quý tử trận giữa trận tiền, Lâm Hiền bị trọng thương. Quân Thanh xuất kích từ phía giữa, chiến đấu liên tục từ giờ Thìn cho đến giờ Thân, phóng lửa đốt cháy hàng trăm chiến thuyền khiến cho hàng vạn binh sĩ quân Trịnh phải bỏ mạng dưới nước. Cuối cùng quân của Thi Lang cũng chiếm được Bành Hồ, bộ tướng nhà Trịnh là Lưu Quốc Hiên đột phá vòng vây dẫn đám tàn quân rút chạy về Đài Loan.
Trịnh Khắc Sảng nhận được tin Bành Hồ thất thủ, hết sức kinh hoàng, nhận thấy lực lượng còn lại khó có thể chống cự nổi, liền cử sứ giả đến chỗ trú đóng quân Thanh của Thi Lang đề nghị xin hàng. Thi Lang dâng sớ xin ý kiến của hoàng đế, Khang Hi đồng ý tiếp nhận lời đầu hàng của quân Trịnh. Tháng 8 cùng năm, Thi Lang chỉ huy thủy quân tiến vào cửa Lộc Nhĩ và đến thẳng Đài Loan. Trịnh Khắc Sảng cùng gia thần thuộc hạ và bá quan văn võ bước ra khỏi thành giao nộp ấn tín Duyên Bình vương cho Thi Lang, một hoàng tử nhà Minh đã tự sát để phản đối Mãn Thanh tiếp quản vương quốc. Vương triều họ Trịnh cáo chung sau hơn 21 năm thống trị Đài Loan, hòn đảo chính thức nội thuộc nhà Thanh kể từ đó.
Sau khi dẹp yên Đài Loan, Thi Lang báo tin đại thắng về triều đình. Tấu sớ của ông được chuyển đến kinh thành vừa đúng dịp Trung Thu. Hoàng đế Khang Hi làm thơ ca ngợi chiến công của Thi Lang, phong ông làm Tịnh Hải tướng quân, tấn phong hầu tước Tịnh Hải, cha truyền con nối, không bao giờ bị phế truất; lại còn ban áo bào và các vật phẩm y phục khác. Thi Lang bẩm tấu không dám nhận hầu tước, tâu xin được giữ chức Nội đại thần như cũ và ban cho đội mũ lông chim. Khang Hy hạ chiếu chấp nhận thỉnh cầu của ông. Theo đề nghị của Thi Lang, Khang Hi xóa bỏ chủ trương bỏ Đài Loan để trao cho người Hà Lan. Ông điều quân và dân tới sống tại đảo, xây dựng các huyện Phượng Sơn, Đài Loan, Chư La trên đảo trở thành đơn vị hành chính của Trung Quốc.
Triều đình nhà Thanh cử quan Thị lang Tố Bái đến Phúc Kiến, bàn bạc với quan Đốc phủ và Thi Lang về việc xử lý những vấn đề phát sinh sau khi chiếm được Đài Loan. Một số quan viên trong triều có đề xuất ý kiến di dời dân chúng ở Đài Loan về đại lục và từ bỏ hòn đảo này. Thi Lang dâng sớ cực lực phản đối, yêu cầu triều đình phải ra sức chốt giữ Đài Loan, tiến hành thành lập phủ huyện để yên dân. Khang Hi cho họp đình thần để luận bàn về việc này, Đại học sĩ Lý Úy dâng sớ tâu rằng nên thực hiện theo đúng thỉnh cầu của Thi Lang. Tiếp đó, Tô Bái và văn võ bá quan cũng dâng sớ xin chấp nhận kiến nghị của Thi Lang. Hoàng đế Khang Hi hạ chiếu cho phép thực thi kế hoạch đó.
Về mặt hành chính, trước hết nhà Thanh cho lập 3 huyện, 3 phủ và 1 tuần đạo, số dân di cư và lưu dân ở các nơi trên Đài Loan đều được cho phép cư trú như cũ. Về mặt quân sự, thuyên chuyển một phần quan binh từ nội địa vào, chia ra phòng thủ Bành Hồ và Đài Loan. Ở Đài Loan, bố trí một Tổng Binh, một Phó tướng thủy sư, hai Tham tướng lục quân và 8.000 quân trú đóng. Ở Bành Hồ thì cho bố trí một Phó tướng thủy sư và 2.000 quân trú đóng. Các Tổng binh, Phó tướng, Tham tướng và Du kích cứ sau 2 - 3 năm phục dịch tại các đảo, sẽ được thăng cấp và chuyển về nội địa. Ngoài ra triều đình còn ra lệnh tạm thời miễn thuế tại các đảo trên, quân đội đóng quân tại các đảo, lúc đầu được hưởng toàn bộ quân lương. Sau đó ba năm, sẽ trưng thu lương thực để tiếp tế cho quân lính, không cần phải vận chuyển lương thực từ đại lục sang.
Cùng lúc đó Trịnh Khắc Sảng cùng họ hàng đồng tộc và chư tướng gia thần như Lưu Quốc Hiên, Phùng Tích Phạm và các hoàng thân quốc thích nhà Minh như Chu Hoàn bị Thi Lang áp giải tới kinh đô triều kiến hoàng đế. Toàn bộ ruộng đất, sổ sách, công văn của họ Trịnh đều phải giao nộp hết lại cho triều đình quản lý. Nhằm yên ổn lòng người, thu phục nhân tâm họ Trịnh. Khang Hy hạ chiếu ban cho Trịnh Khắc Sảng tước công, Lưu Quốc Hiên và Phùng Tích Phạm tước bá, đều quy thuộc kỳ thượng tam, số quan chức còn lại và Chu Hoàn đều được cấp một số kinh phí đưa đến các tỉnh lân cận khai hoang.

### Tiếng Việt
- Thuật mưu quyền, Quang Thiệu - Quang Ninh, Nhà xuất bản Lao động – Xã hội, năm 2006
- Những nhân vật quân sự nổi tiếng thế giới, Kha Xuân Kiều, Hà Nhân Học, Biên dịch: Phan Quốc Bảo, Hà Kim Sinh, Nhà xuất bản Thanh niên, năm 2000
- Mười đại mưu lược gia Trung Quốc, Tang Du (chủ biên), người dịch: Phong Đảo, Nhà xuất bản Thanh niên, năm 2000
- Tướng soái cổ đại Trung Hoa, tập 4, Trịnh Phúc Điền, Khả Vĩnh Quyết, Dương Hiệu Xuân, Nhà xuất bản Lao động, năm 2006
- Tám tố chất trí tuệ quyết định cuộc đời người đàn ông, Phan Quốc Bảo, Nhà xuất bản Lao động, Hà Nội, năm 2008
- Những nhân vật quân sự nổi tiếng thế giới, Kha Xuân Kiều, Hà Nhân Học, Biên dịch: Phan Quốc Bảo, Hà Kim Sinh, Nhà xuất bản Thanh niên, năm 2000
- 5000 năm lịch sử Trung Quốc, Hồ Ngật, người dịch: Việt Thư, Nhà xuất bản Thời Đại, năm 2010
- Lịch sử Trung Quốc, Nguyễn Gia Phu và Nguyễn Huy Quý, Nhà xuất bản giáo dục, Hà Nội, năm 2007
- Bạo Chúa Trung Hoa, Đông A Sáng, Nhà xuất bản Giáo dục, năm 1997
- Nho Sử Trung Hoa – Gương sang danh nhân – Trung, Tống Nhất Phu và Hà Sơn, Nhà xuất bản Hà Nội, năm 2009
- Từ sự khởi dậy của tộc Mãn đến việc thành lập Đế quốc Thanh, Lý Hồng Bân, Thiên Tân Cổ tịch Xuất bản xã, năm 2003.
- Thương Thánh (2011), Chính sử Trung Quốc qua các triều đại, Nhà xuất bản Văn hóa thông tin
- Nguyễn Khắc Thuần (2003), Các đời đế vương Trung Quốc, Nhà xuất bản Giáo dục
- Đặng Huy Phúc (2001), Các hoàng đế Trung Hoa, Nhà xuất bản Hà Nội
- Cát Kiếm Hùng chủ biên (2006), Bước thịnh suycủa các triều đại phong kiến Trung Quốc, tập 3, Nhà xuất bản Văn hóa thông tin
- Tiêu Lê (2000), Những ông vua nổi tiếng trong lịch sử Trung Quốc, Nhà xuất bản Đà Nẵng
- Tiêu Lê, Mã Ngọc Chu, Lã Diên Đào (2004), 100 người đàn ông có ảnh hưởng đến lịch sử Trung Quốc, Nhà xuất bản Chính trị quốc gia

### Tiếng Anh và các nước châu Âu
- Jonathan, Spence. Emperor of China: Self-Portrait of K'ang-hsi. Jonathan Cape (1974) ISBN 0-224-00940-0
- Dai, Yingcong (2009), The Sichuan Frontier and Tibet: Imperial Strategy in the Early Qing, Seattle and London: University of Washington Press, ISBN 978-0-295-98952-5.
- Dennerline, Jerry (2002), “The Shun-chih Reign”,  trong Peterson, Willard J. (biên tập), Cambridge History of China, Vol. 9, Part 1: The Ch'ing Dynasty to 1800, Cambridge: Cambridge University Press, tr. 73–119, ISBN 0-521-24334-3.
- Finnane, Antonia (1993), “Yangzhou: A Central Place in the Qing Empire”,  trong Cooke Johnson, Linda (biên tập), Cities of Jiangnan in Late Imperial China, Albany, NY: SUNY Press, tr. 117–50, ISBN 0-7914-1423-X.
- Kuhn, Philip A. (1990), Soulstealers: The Chinese Sorcery Scare of 1768, Cambridge, Mass.: Harvard University Press, ISBN 0-674-82152-1.
- Larsen, E. S.; Numata, Tomoo (1943), “Mêng Ch'iao-fang”,  trong Hummel, Arthur W. (biên tập), Eminent Chinese of the Ch'ing Period (1644–1912), Washington: United States Government Printing Office, tr. 572.
- Mote, Frederick W. (1999), Imperial China, 900–1800, Cambridge, Mass.: Harvard University Press, ISBN 0-674-44515-5.
- Rossabi, Morris (1979), “Muslim and Central Asian Revolts”,  trong Spence, Jonathan D.; Wills, John E., Jr. (biên tập), From Ming to Ch'ing: Conquest, Region, and Continuity in Seventeenth-Century China, New Haven and London: Yale University Press, tr. 167–99, ISBN 0-300-02672-2.
- Spence, Jonathan D. (2002), “The K'ang-hsi Reign”,  trong Peterson, Willard J. (biên tập), Cambridge History of China, Vol. 9, Part 1: The Ch'ing Dynasty to 1800, Cambridge: Cambridge University Press, tr. 120–82, ISBN 0-521-24334-3.
- Struve, Lynn (1988), “The Southern Ming”,  trong Frederic W. Mote, Denis C. Twitchett, and John King Fairbank (biên tập), Cambridge History of China, Volume 7, The Ming Dynasty, 1368–1644, Cambridge: Cambridge University Press, tr. 641–725, ISBN 0-521-24332-7Quản lý CS1: nhiều tên: danh sách biên tập viên (liên kết).
- Wakeman, Frederic (1975a), The Fall of Imperial China, New York: Free Press, ISBN 0029336902.
- Wakeman, Frederic (1975b), “Localism and Loyalism During the Ch'ing Conquest of Kiangnan: The Tragedy of Chiang-yin”,  trong Frederic Wakeman, Jr., and Carolyn Grant (biên tập), Conflict and Control in Late Imperial China, Berkeley: Center of Chinese Studies, University of California, Berkeley, tr. 43–85, ISBN 0520025970Quản lý CS1: nhiều tên: danh sách biên tập viên (liên kết).
- Wakeman, Frederic (1985), The Great Enterprise: The Manchu Reconstruction of Imperial Order in Seventeenth-Century China, Berkeley, Los Angeles, and London: University of California Press, ISBN 0-520-04804-0[liên kết hỏng]. In two volumes.